# جوزيه مورينيو
جوزيه ماريو دوس سانتوس مورينيو فيليكس (تلفظ برتغالي: /ʒuˈzɛ moˈɾiɲu/؛ مواليد 26 يناير 1963) هو مدرب كرة قدم برتغالي محترف ولاعب كرة قدم سابق، وهو المدير الفني الحالي لنادي فنربخشة. يُعتبر على نطاق واسع أحد أعظم المدربين في التاريخ، وهو أحد أكثر المدربين حصولا على البطولات في التاريخ.
بعد مسيرة هادئة كلاعب خط وسط في الدوري البرتغالي، انتقل مورينيو إلى التدريب، أولاً كمترجم للسير بوبي روبسون في سبورتينغ لشبونة وبورتو، قبل أن ينجح كمساعد في برشلونة تحت قيادة روبسون وخليفته لويس فان خال. بعد تألقه بمهام إدارية وجيزة في بنفيكا وأونياو ليريا، عاد مورينيو إلى بورتو كمدرب في 2002، حيث فاز بلقب الدوري البرتغالي مرتين، وكأس البرتغال، وكأس الاتحاد الأوروبي، ودوري أبطال أوروبا، وهو أول لقب كأس أوروبا منذ عام 1987 للنادي. أكسبه هذا النجاح الانتقال إلى إنجلترا مع تشيلسي في عام 2004، حيث فاز بلقبين في الدوري الإنجليزي الممتاز وكأس الاتحاد الإنجليزي وكأس الرابطة مرتين في المواسم الثلاثة التي قضاها في النادي، قبل أن يغادر في عام 2007 وسط إشاعات عن خلافات مع مالك النادي رومان أبراموفيتش.
في عام 2008، انضم مورينيو إلى نادي إنتر ميلان الإيطالي، حيث فاز بلقب الدوري الإيطالي في موسمه الأول. في عام 2010، قاد إنتر ميلان للفوز بالثلاثية من الدوري، وكأس إيطاليا، ودوري أبطال أوروبا، وهي الأولى لنادٍ إيطالي. هذا جعله واحدًا من خمسة مدربين فازوا بكأس أوروبا مع فريقين مختلفين، وفي وقت لاحق من ذلك العام، فاز بأول جائزة من الفيفا لأفضل مدرب في العالم. انتقل مورينيو بعد ذلك إلى ريال مدريد، حيث فاز بلقب الدوري الإسباني في 2011–12 برصيد قياسي من النقاط، ليصبح خامس مدرب يفوز بلقب الدوري في أربع دول مختلفة. كما فاز بكأس ملك إسبانيا بعد غياب 18 سنة، و كأس السوبر الإسباني.
ترك مورينيو ريال مدريد في 2013 وعاد إلى تشيلسي، حيث فاز بلقب الدوري وكأس الرابطة مرة أخرى، لكنه أُقيل في عام 2015 بعد سلسلة من النتائج السيئة. في مايو 2016، تم التعاقد مع مورينيو من قبل مانشستر يونايتد، حيث فاز بالدوري الأوروبي وكأس الرابطة ودرع الاتحاد الإنجليزي في موسمه الأول. في عام 2018، بعد أن أصبح مانشستر يونايتد يعاني من نتائج سيئة في الدوري الإنجليزي الممتاز، تمت إقالته.
في عام 2019، أصبح مدربًا لنادي توتنهام هوتسبير ووصل معهم إلى نهائي كأس رابطة الأندية الإنجليزية المحترفة 2021. وفي 2021 انتقل إلى روما وفاز معهم بالنسخة الافتتاحية من دوري المؤتمر الأوروبي ليصبح بذلك أول مدرب يفوز بدوري الأبطال والدوري الأوروبي ودوري المؤتمر.
تم اختياره مدرب القرن البرتغالي من قبل الاتحاد البرتغالي لكرة القدم في عام 2015، وكان أول مدرب أنفق أكثر من مليار جنيه إسترليني على الانتقالات. نظرًا لمعرفته التكتيكية وشخصيته الجذابة والمثيرة للجدل، وسمعته في تحقيق نتائج أفضل من لعب كرة القدم الجميلة، فقد أجريت مقارنات له من قبل الكثير من المشجعين والنقاد، مع المدرب الأرجنتيني هيلينيو هيريرا.

## مسيرته التدريبية

### بنفيكا
جاءت الفرصة لأن يصبح مدربًا من الدرجة الأولى في سبتمبر 2000 عندما انتقل مورينيو من دوره كمساعد المدير الفني في بنفيكا ليحل محل المدرب يوب هاينكس بعد الأسبوع الرابع من الدوري البرتغالي. أراد التسلسل الهرمي لبنفيكا تعيين جوسفالدو فيريرا كمساعد مدرب جديد، لكن مورينيو رفض واختار كارلوس موزير، مدافع بنفيكا المعتزل، كيده الأيمن بدلاً من ذلك.
انتقد مورينيو بشدة فيريرا، الذي التقى به لأول مرة كمدرس له في المعهد العالي للتربية البدنية ثم انتقد لاحقًا المدرب المخضرم بقوله: «قد تكون هذه قصة حمار عمل لمدة 30 عامًا ولكنه لم يصبح حصانًا أبدًا». بعد أسابيع فقط من حصوله على المنصب في بنفيكا، عرض عليه معلم مورينيو، السير بوبي روبسون، دور مساعد المرب في نيوكاسل يونايتد، ولكن رفض مورينيو العرض.

حقق مورينيو وموزر ثنائية رائعة، حيث استمتعا بفوز 3–0 على الغريم سبورتينغ لشبونة في ديسمبر. ومع ذلك، بدا أن عهدهم في خطر بعد تحول انتخاب بنفيكا ضد رئيس النادي جواو فالي إي أزيفيدو، وقال مانويل فيلارينيو المنتخب حديثًا إنه سيعين لاعب بنفيكا السابق توني كمدرب جديد. على الرغم من أن فيلارنيو لم يكن لديه نية لإقالته على الفور، إلا أن مورينيو استخدم الفوز على سبورتنغ كاختبار لولاء الرئيس وطلب تمديد العقد. ورفض فيلارنيو الطلب واستقال مورينيو من منصبه على الفور. ترك النادي في 5 ديسمبر 2000 بعد تسع مباريات فقط في الدوري. بعد التفكير في وقت لاحق، سخر فيلارنيو من حكمه السيئ وأعرب عن إحباطه من خسارة مورينيو:

### أونياو ليريا
وجد مورينيو منصبًا إداريًا جديدًا في يوليو 2001 مع أونياو ليريا. خلال الفترة التي قضاها في أونياو ليريا، كان الفريق يسابق في أماكن متنافسة تصل إلى المركزين الثالث والرابع. بعد التعادل 1–1 مع سانتا كلارا في 20 يناير 2002، وصل مورينيو إلى ثماني مباريات بدون هزيمة في الدوري (ستة انتصارات وتعادلين) منذ 25 نوفمبر 2001. وكان الفريق في المركز الرابع بفارق نقطة واحدة عن بورتو، ونقطة واحدة خلف بنفيكا وست نقاط خلف صدارة جدول الدوري. نجاحات مورينيو في ليريا لم تمر دون الإشادة بها ولفت انتباه الأندية البرتغالية الكبيرة.

### بورتو
تم اختيار مورينيو من قبل بورتو ليحل محل أوكتافيو ماتشادو في 23 يناير 2002. في هذا الوقت، احتل بورتو المركز الخامس في دوري الدرجة الأولى البرتغالي (خلف سبورتينغ لشبونة وبوافيشتا وأونياو ليريا وبنفيكا)، وتم إقصاؤه من كأس البرتغال وكان في المركز الأخير من مجموعته في دوري أبطال أوروبا. قاد مورينيو الفريق إلى المركز الثالث في ذلك العام بعد سلسلة من 15 مباراة قوية (من ضمنها 11 انتصار) وأعطى وعد «بأن يجعل بورتو بطل في العام المقبل».
سرعان ما حدد العديد من اللاعبين الرئيسيين الذين اعتبرهم العمود الفقري لما كان يعتقد أنه سيكون فريق بورتو مثاليًا: فيتور بايا، ريكاردو كارفاليو، كوستينيا، ديكو، دميتري ألينيتشيف وهيلدر بوستيغا. استدعى الكابتن خورخي كوستا بعد إعارة لمدة ستة أشهر إلى تشارلتون أثلتيك. وتضمنت قائمة التعاقدات من أندية أخرى نونو فالينتي و ديرلي من أونياو دي ليريا. باولو فيريرا من فيتوريا سيتوبال ؛ بيدرو إيمانويل من بوافيشتا ؛ وإدغاراس يانكاوسكاس ومانيش، وكلاهما من بنفيكا.

#### موسم 2002–03
خلال فترة ما قبل الموسم، وضع مورينيو تقارير مفصلة عن تدريب الفريق على موقع النادي. تمتلئ التقارير بالمفردات الرسمية، حيث أشار، على سبيل المثال، إلى الركض لمسافة 20 كيلومترًا (12 ميلًا) باعتباره تمرينًا هوائيًا ممتدًا. كان أحد الجوانب الرئيسية في بورتو في عهد مورينيو هو اللعب الضاغط، والذي بدأ من خط الهجوم، وأطلق عليه اسم "pressão alta" («الضغط العالي»). القدرات البدنية والقتالية لمدافعي الفريق ولاعبي الوسط سمحت لبورتو بممارسة الضغط من الخطوط الهجومية وأجبرت الخصوم إما على التخلي عن الكرة أو محاولة تمريرات طويلة عشوائية.
في عام 2003، فاز مورينيو بأول لقب له في الدوري البرتغالي الممتاز برصيد 27–5–2، بفارق 11 نقطة عن بنفيكا الوصيف، الفريق الذي تركه قبل عامين. واستطاع حصد 86 نقطة من أصل الحد الأقصى الممكن وهو 102 كرقم قياسي في البرتغال، حتى موسم 2015–16 الذي فاز به بنفيكا (88 نقطة)، منذ أن تم تطبيق قاعدة ثلاث نقاط لكل فوز. وفاز مورينيو أيضًا بكأس البرتغال، حيث هزم ناديه السابق أونياو ليريا في النهائي، وفاز أيضاً بنهائي كأس الاتحاد الأوروبي ضد سلتيك، وكلاهما في مايو 2003.

#### موسم 2003–04
شهد الموسم التالي المزيد من النجاحات: قاد بورتو للفوز في مباراة كأس السوبر البرتغالي 1–0 على ليريا 1–0. لكنهم خسروا كأس السوبر الأوروبي 1–0 أمام ميلان، وسجل أندري شيفتشينكو الهدف الوحيد. كان الفريق هو المهيمن في الدوري البرتغالي وانهوا الموسم برقم مثالي على أرضهم، وبفارق ثماني نقاط، وسلسلة عدم هزيمة انتهت ضد جل فيسنتي؛ حصلوا على اللقب قبل خمسة أسابيع من النهاية. خسر بورتو نهائي كأس البرتغال 2004 أمام بنفيكا في مايو 2004، لكن بعد أسبوعين، فاز مورينيو بجائزة أكبر وهي دوري أبطال أوروبا، بفوزه 3–0 على موناكو في النهائي. وكان النادي قد اقصى مانشستر يونايتد وليون وديبورتيفو لاكورونيا وجاءت هزيمتهم الوحيدة في البطولة أمام ريال مدريد في دور المجموعات.

في مباراة الذهاب بين مانشستر يونايتد وبورتو، واجه السير أليكس فيرغسون مدرب يونايتد مورينيو بعد أن تلقى روي كين بطاقة حمراء بعد دهسه لحارس بورتو فيتور بايا. في مباراة الإياب على ملعب أولد ترافورد، كان بورتو على وشك الهزيمة بأهداف خارج أرضه عندما سجل كوستينيا هدفًا في الدقيقة 89 للفوز بالتعادل. كان فوز مورينيو مع بورتو على يونايتد بقيادة فيرغسون بمثابة معاينة لانتقاله إلى الدوري الإنجليزي الممتاز ليدير تشيلسي، حيث يتمتع الرجلان بعلاقة تنافسية ولكن محترمة. في عام 2005، بعد فوز تشيلسي بلقب الدوري الإنجليزي الممتاز، جعل فيرجسون لاعبيه يشكلون ممر شرفي في مباراة تشيلسي التالية في أولد ترافورد، [43] وهي معروف لم ينسه مورينيو وأعاده للسير في عام 2007 على ستامفورد بريدج بعد فوز فريق فيرغسون ببطولة الدوري.
عرض ليفربول منصب إداري لمورينيو كبديل عن رافاييل بينيتيز، لكن مورينيو بدلاً من ذلك وافق على عرض كبير من رومان أبراموفيتش الذي تعهد له بمستقبل مبشّر مع تشيلسي.

### تشيلسي
في 2 يونيو 2004، انتقل مورينيو إلى تشيلسي بموجب عقد مدته ثلاث سنوات، بعد الاتفاق على حزمة تعويضات بقيمة 1.7 مليون جنيه إسترليني مع بورتو. في مؤتمر صحفي عند انضمامه إلى الفريق الإنجليزي، تحدث مورينيو عن أوراق اعتماد تشيلسي، قائلاً: «لدينا لاعبون كبار، وآسف إذا كنت متعجرفًا، فلدينا مدرب كبير»، قبل أن يضيف،
نتج عن هذا التصريح أن أطلقت عليه وسائل الإعلام لقب ''The Special One'' «الفريد من نوعه». قام مورينيو بتعيين طاقمه الخلفي من بورتو، ويتألف من مساعد المدير بالتيمار بريتو، ومدرب اللياقة البدنية روي فاريا، وكبير الكشافة أندريه فيلاش–بواش، ومدرب حراس المرمى سيلفيمو لورو. احتفظ بستيف كلارك، اللاعب السابق الذي خدم لفترة طويلة في تشيلسي، والذي كان قد أدى أيضًا دورًا مساعدًا من النوع الإداري تحت قيادة المديرين السابقين في النادي. فيما يتعلق بالإنفاق، استمر مورينيو في المكان الذي توقف فيه سلفه كلاوديو رانييري، حيث قام بتمويله رومان أبراموفيتش، وأنفق ما يزيد عن 70 مليون جنيه إسترليني في رسوم انتقال لاعبين مثل تياجو (10 ملايين جنيه إسترليني) من بنفيكا، مايكل إيسيان ( 24.4 مليون جنيه إسترليني من ليون وديدييه دروغبا (24 مليون جنيه إسترليني) من مرسيليا وماتيا كيجمان (5.4 مليون جنيه إسترليني) من آيندهوفن وثنائي بورتو ريكاردو كارفاليو (19.8 مليون جنيه إسترليني) وباولو فيريرا (13.3 مليون جنيه إسترليني).

#### موسم 2004–05
تحت قيادة مورينيو، بنى تشيلسي على الإمكانات التي طورها الموسم السابق. بحلول أوائل ديسمبر، كانوا على صدارة جدول الدوري الإنجليزي الممتاز ووصلوا إلى مراحل خروج المغلوب من دوري أبطال أوروبا.
حصل على أول لقب له بالفوز بكأس رابطة الأندية الإنجليزية ضد ليفربول 3–2 (بعد الوقت الإضافي) في كارديف. وقرب نهاية المباراة، كان مورينيو يتجول عن خط التماس بعد أن وضع إصبعه على فمه في اتجاه جماهير ليفربول، ردًا على السخرية الموجهة إليه أثناء تقدم ليفربول، قبل هدف التعادل.
تحت قيادة مورينيو، حصل تشيلسي على أول لقب محلي في دوري الدرجة الأولى منذ 50 عامًا، مسجلاً سلسلة من الأرقام القياسية في كرة القدم الإنجليزية في تحقيق هذه الإنجاز، بما في ذلك أكبر عدد من النقاط على الإطلاق في الدوري الإنجليزي الممتاز (95) وأقل عدد من الأهداف (15).

#### موسم 2005–06
بدأ تشيلسي الموسم التالي بشكل جيد: حيث هزم أرسنال 2–1 ليفوز بدرع الاتحاد الإنجليزي 2005، وتصدر الدوري الإنجليزي الممتاز من نهاية الأسبوع الأول من موسم 2005–06. تغلب تشيلسي على غريمه مانشستر يونايتد 3–0 ليفوز بلقب الدوري الممتاز للمرة الثانية على التوالي ولقب مورينيو المحلي الرابع على التوالي. بعد تقديم ميداليته في البطولة، ألقى مورينيو ميداليته وسترته إلى الجماهير. حصل على ميدالية ثانية في غضون دقائق، والتي ألقى بها أيضًا في الجماهير.[بحاجة لمصدر]

#### موسم 2006–07
شهد موسم 2006–07 إشاعات إعلامية متزايدة بأن مورينيو سيترك النادي في نهاية الموسم، بسبب مزاعم بأن علاقته سيئة مع المالك رومان أبراموفيتش وصراع على السلطة مع المدير الرياضي فرانك أرنسن ومستشار أبراموفيتش بييت دي فيسر. قام مورينيو في وقت لاحق بإزالة الشكوك المتعلقة بمستقبله في ستامفورد بريدج، مشيرًا إلى أنه لن يكون هناك سوى طريقتين لمغادرة تشيلسي: إذا لم يعرض عليه تشيلسي عقدًا جديدًا في يونيو 2010، أو أن قوم النادي بإقالته.
كما أنه قام بالتوقيع المهاجم الأوكراني أندري شيفتشينكو في صيف عام 2006 مقابل رسوم انتقال قياسية للنادي سيثبت لاحقًا أنه نقطة خلاف بين مورينيو وأبراموفيتش.[بحاجة لمصدر] كان شيفتشينكو، وقت توقيعه، من أكثر المهاجمين احترامًا في أوروبا خلال فترة وجوده مع ميلان، حيث فاز بدوري أبطال أوروبا والسكوديتو والكرة الذهبية في سنواته السبع مع ميلان. حاول تشيلسي التعاقد مع شيفتشينكو في العامين الماضيين لكن ميلان رفض. اعتبر موسم شيفتشينكو الأول في تشيلسي خيبة أمل كبيرة من قبل مشجعي تشيلسي، حيث سجل أربعة أهداف فقط في الدوري و14 في جميع المسابقات.

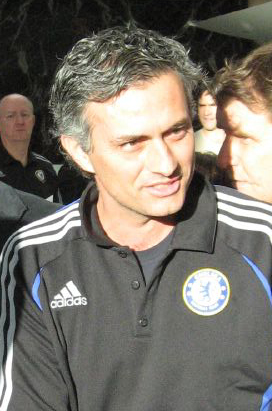
مورينيو مع تشيلسي في عام 2007.

في حين أن شريك شيفتشينكو، ديدييه دروغبا، قد سجل أعلى رقم في موسم واحد في مسيرته في ذلك العام، مما أدى إلى خروج شيفتشينكو من التشكيلة الأساسية في نهاية الموسم على يد مورينيو. والجدير بالذكر أنه في مباراة نصف نهائي دوري أبطال أوروبا ضد ليفربول على ملعب أنفيلد، لم يكن شيفتشينكو موجودًا حتى على مقاعد البدلاء. كان يُنظر على نطاق واسع إلى إصرار أبراموفيتش على أن يجعل الأوكراني يلعب مصدر إضافي للاختلاف بينه وبين مورينيو. وكان الوافد البارز الآخر إلى جانب شيفتشينكو هو قائد المنتخب الألماني مايكل بالاك، وكان لاعب حر من قادمًا من بايرن ميونخ تم التوقيع معه لتعزيز خط الوسط. وغادر المهاجم الآيسلندي إيدور غوديونسن إلى برشلونة.
على الرغم من الاضطرابات، فاز تشيلسي بكأس الرابطة مرة أخرى بفوزه على أرسنال على ملعب الألفية في النهائي. ومع ذلك، فقد أقصي في 1 مايو 2007 من دوري أبطال أوروبا بركلات الترجيح على ملعب أنفيلد أمام ليفربول بعد التعادل 1–1 في مجموع المباراتين. بعد أيام، تعادل تشيلسي 1–1 مع أرسنال على ملعب الإمارات، والذي ضمن لقب الدوري الإنجليزي الممتاز لمانشستر يونايتد. كان هذا أول موسم لمورينيو دون أن يفوز بلقب الدوري منذ خمس سنوات. قاد مورينيو تشيلسي للفوز 1–0 على مانشستر يونايتد في نهائي كأس الاتحاد الإنجليزي 2007، حيث فاز في المباراة النهائية الأولى التي أقيمت على ملعب ويمبلي المعاد بناؤه. كان هذا أول فوز له بكأس الاتحاد الإنجليزي مما يعني أنه فاز بكل الكؤوس المحلية المتاحة لأي مدرب في الدوري الإنجليزي الممتاز.
ومع ذلك، كان هناك مزيد من الخلاف بين مورينيو وأبراموفيتش عندما تم تعيين أفرام غرانت مديرا لكرة القدم، على الرغم من اعتراضات مورينيو. تم تعزيز موقف جرانت بشكل أكبر من خلال منحه مقعدًا في المجلس. على الرغم من هذه التوترات، سيشهد موسم الانتقالات 2007–08 رحيل الجناح الهولندي آريين روبن إلى ريال مدريد ووصول لاعب خط الوسط الفرنسي فلوران مالودا من ليون.

#### موسم 2007–08
في المباراة الأولى من موسم 2007–08، فاز تشيلسي على برمنغهام سيتي 3–2 ليسجل رقماً قياسياً جديداً من 64 مباراة متتالية في الدوري المحلي دون هزيمة. على الرغم من تجاوز الرقم القياسي الذي سجله ليفربول بين عامي 1978 و1981، كانت البداية لموسم 2007–08 تشيلسي أقل نجاحًا من البدايات السابقة. وخسر الفريق أمام أستون فيلا وأتبع ذلك بالتعادل السلبي على أرضه أمام بلاكبيرن روفرز. شهدت مباراتهم الافتتاحية في دوري أبطال أوروبا أنهم تمكنوا فقط من تحقيق التعادل 1–1 على أرضهم ضد الفريق النرويجي روسنبورغ أمام 24,973 (ملعب نصف فارغ تقريبًا).
مورينيو غادر تشيلسي بشكل غير متوقع في 20 سبتمبر 2007 «بموافقة متبادلة»، على الرغم من وجود سلسلة من الخلافات مع المالك أبراموفيتش. عقد مجلس إدارة تشيلسي اجتماعًا طارئًا وقرر أن الوقت قد حان للتخلي عن مديرهم. مورينيو رحل بصفته أنجح مدرب في تاريخ تشيلسي، بعد أن فاز بستة ألقاب للنادي في ثلاث سنوات. كما أنه لم يهزم في جميع مباريات الدوري على أرضه. خلف أفرام غرانت مورينيو كمدرب لتشيلسي لكنه فشل في الفوز بأي ألقاب في السنة التي قضاها في منصبه واستقال في نهاية موسم 2007–08. نجح فريق جرانت في الوصول إلى نهائي دوري أبطال أوروبا (وهو شيء فشل مورينيو في تحقيقه خلال السنوات الثلاث التي قضاها في تشيلسي)، ووصل إلى نهائي كأس الرابطة وحافظ على سلسلة عدم الخسارة على أرضه في ملعب ستامفورد بريدج. كما احتل تشيلسي بقيادة جرانت المركز الثاني في الدوري الإنجليزي الممتاز.

### إنتر ميلان
في 2 يونيو 2008، تم تعيين مورينيو خلفا لروبرتو مانشيني في إنتر ميلان بعقد لمدة ثلاث سنوات، وجلب معه الكثير من موظفي غرفته الخلفية الذين خدموه في كل من تشيلسي وبورتو. اختار جوزيبي باريزي، لاعب سابق في الإنتر ومدير سابق لأكاديمية شبابهم، كمساعد له. تحدث فقط باللغة الإيطالية في أول مؤتمر صحفي له كمدير فين لفريق إنتر ميلان، وادعى أنه تعلم ذلك «في ثلاثة أسابيع». صرح مورينيو أنه كان ينوي فقط توقيع بعض التعاقدات الرئيسية في الصيف. بنهاية نافذة الانتقالات، كان قد ضم ثلاثة لاعبين جدد إلى الجناح: الجناح البرازيلي مانسيني (13 مليون يورو)، لاعب الوسط الغاني سولي مونتاري مقابل 14 مليون يورو والجناح البرتغالي ريكاردو كواريسما مقابل رسوم صرف نقود / لاعب بقيمة 18.6 مليون يورو بالإضافة إلى لاعب خط الوسط البرتغالي الشاب بيليه.
في 22 مايو 2010، فاز الإنتر بنهائي دوري أبطال أوروبا 2010 بعد فوزه على بايرن ميونخ 2–0، وبذلك أصبح أول ناد إيطالي يُحقق الثلاثية، ومورينيو يحتفل شخصيًا بلقب دوري أبطال أوروبا الثاني له في مسيرته التدريبية.
في اليوم التالي لفوزه بدوري الأبطال، قال مورينيو إنه «حزين، لأنه من المؤكد أنها مباراتي الأخيرة مع الإنتر». ثم أضاف أنه «إذا لم تقم بتدريب ريال مدريد، فستجد دائمًا فجوة في حياتك المهنية».
بعد أيام من المناقشات بين ريال مدريد والإنتر، تم الاتفاق بنجاح على حزمة تعويضات قياسية عالمية في 28 مايو 2010، وبالتالي تم التخلي عن مورينيو من قبل الإنتر.

#### موسم 2008–09

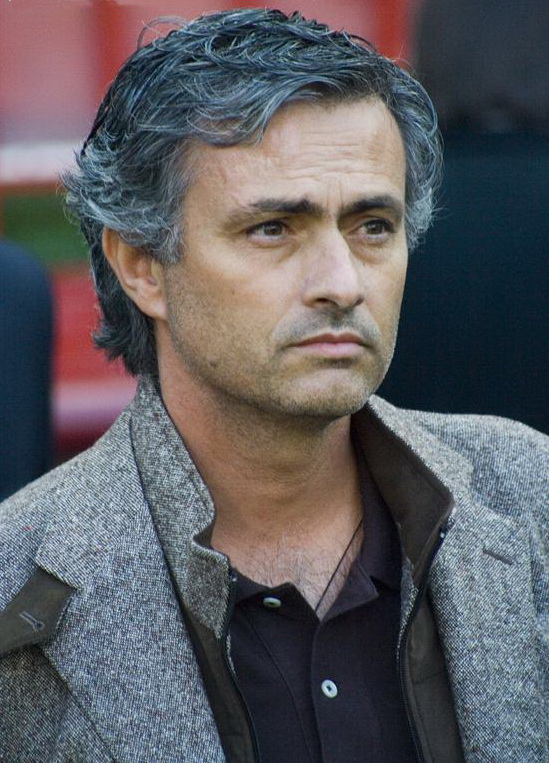
مورينيو في عام 2008.

في موسمه الأول كمدرب للالإنتر، فاز مورينيو بكأس السوبر الإيطالي، بفوزه على روما في ركلات الترجيح، وانتهى الموسم في صدارة الدوري الإيطالي، ومع ذلك، تم إقصاء الإنتر 2–0 في مجموع المباراتين من قبل مانشستر يونايتد في دور الستة عشر من دوري أبطال أوروبا، وفشل أيضًا في الفوز بكأس إيطاليا، حيث هُزم 3–1 في مجموع المباراتين أمام سامبدوريا في الدور نصف النهائي. نظرًا لأن الاتحاد الأوروبي لكرة القدم بدأ في دفع الأندية الكبيرة في الدوريات الكبرى بأن تلعب بالمزيد من اللاعبين المحليين، فقد اشرك مورينيو بانتظام المهاجم الإيطالي ماريو بالوتيلي البالغ من العمر 18 عامًا وصعّد مدافع الأكاديمية دافيدي سانتون إلى الفريق الأول بشكل دائم. لعب كلا المراهقين دورًا في موسم الفوز بالسكوديتو ولعبا ما يكفي من المباريات للفوز بأول لقب لهما.
على الرغم من نجاحاته المحلية في الفوز بالسكوديتو بفارق 10 نقاط، إلا أن موسم مورينيو الأول في إيطاليا كان مخيبا للآمال من قبل بعض مشجعي الإنتر، حيث فشل النادي في تحسين أداء سلفه روبرتو مانشيني في دوري أبطال أوروبا. قدم الإنتر سلسلة من العروض الباهتة في مرحلة المجموعات والتي تضمنت خسارة مفاجئة 1–0 على أرضه أمام باناثينايكوس وتعادل مع القبرصي الصغير أنورثوسيس فاماغوستا. رغم ذلك، تأهل الإنتر لمراحل خروج المغلوب من دوري أبطال أوروبا لكنه فشل في الوصول إلى ربع النهائي بعد هزيمته من قبل مانشستر يونايتد.
تسبب مورينيو أيضًا بإثارة الجدل في كرة القدم الإيطالية من خلال علاقاته المثيرة مع الصحافة ووسائل الإعلام الإيطالية، فضلاً عن مشاجراته مع كبار مدربي الدوري الإيطالي، بما في ذلك كارلو أنشيلوتي من ميلان، ولوتشانو سباليتي من روما وكلاوديو رانييري من يوفنتوس. في مؤتمر صحفي له في مارس 2009، أهان كارلو ولوتشانو من خلال الادعاء بأنهما سينهيان الموسم دون أي بطولة، واتهم الصحفيين الرياضيين الإيطاليين بـ «الدعارة الفكرية». سرعان ما أصبح هذا التشدق شائعًا في إيطاليا، خاصة فيما يتعلق باقتباس «صفر ألقاب» الذي استخدمه مورينيو، والذي أشار إليه صحفيو كرة القدم لاحقًا على نطاق واسع في إيطاليا. كما أصبح شعار العنوان الذي يستخدمه المشجعون للاحتفال بالسكوديتو السابع عشر للالإنتر في وقت لاحق من ذلك الموسم. حتى أن نايكي استخدمته كشعار لقمصان الاحتفال بلقب الدوري الإيطالي. بعد نهائي كأس إيطاليا في مايو، ارتدى مشجعو منافسي روما في المدينة لاتسيو، الفائز الجديد بكأس إيطاليا، قمصانًا مع Io campione, tu zero titoli («أنا بطل، أنت لديك أي بطولة»)، نقلاً عن تصريح مورينيو الشهير "zeru tituli".
في 16 مايو 2009، فاز الإنتر بلقب الدوري الإيطالي بعد أن خسر وصيف الدوري الإيطالي أمام أودينيزي. هذه الخسارة جعلت النيراتزوري يتفوق بسبع نقاط على منافسه مع بقاء مباراتين فقط. في النهاية أنهوا الدوري بفارق 10 نقاط عن ميلان.

#### موسم 2009–10

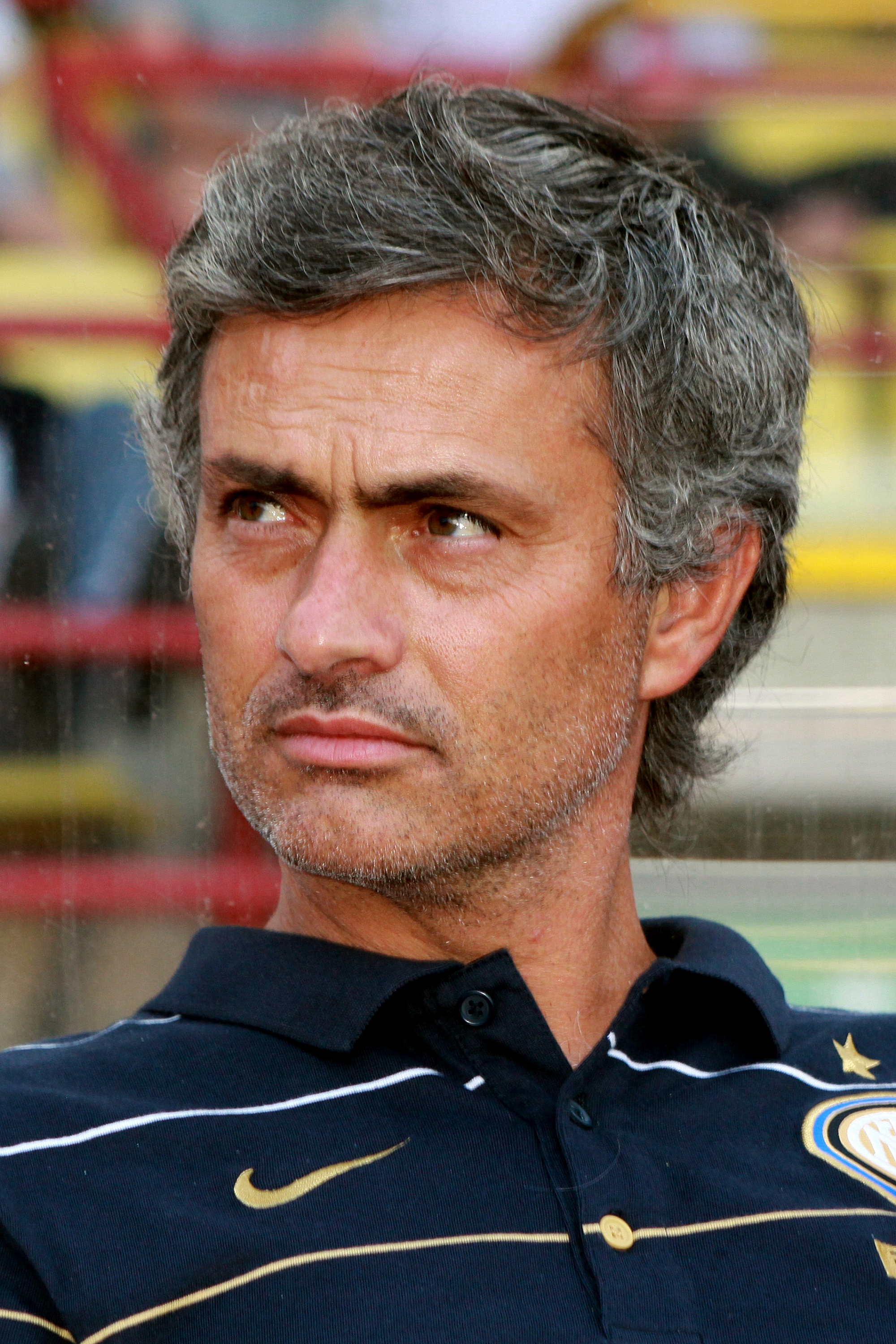
مورينيو خلال فترة توليه منصب المدير الفني لإنتر ميلان.

في 28 يوليو 2009، أفيد أن مورينيو أبدى اهتمامًا بتولي تدريب مانشستر يونايتد عندما يعتزل السير أليكس فيرغسون. نُقل عنه قوله: «سأفكر في الذهاب إلى مانشستر يونايتد ولكن يتعين على يونايتد أن يفكر فيما إذا كانوا يريدون مني أن أخلف السير أليكس فيرغسون. إذا فعلوا ذلك، فعندئذ بالطبع».
غادر أدريانو الإنتر في أبريل 2009، تبعه الثنائي الأرجنتيني خوليو ريكاردو كروز وهرنان كرسبو. اعتزل لاعب الوسط البرتغالي الأسطوري والمخضرم لويس فيغو. كان فيجو على وشك مغادرة الإنتر تحت قيادة مانشيني بسبب قلة وقت اللعب، لكن في موسمه الأخير استخدمه مورينيو كثيرًا. تعاقد مورينيو مع المهاجم الأرجنتيني دييغو ميليتو، الذي فشل بفارق هدف واحد فقط عن الفوز بجائزة الهداف مع جنوى، بالإضافة إلى تياغو موتا وويسلي سنايدر، لتعزيز خط الوسط. ربما كان توقيعه الأبرز في صيف موسمه الثاني هو صفقة تبادل زلاتان إبراهيموفيتش في مقابل مهاجم برشلونة الكاميروني صامويل إيتو ومبلغ 35 مليون جنيه إسترليني. وكان هذا الانتقال هو ثاني أغلى في تاريخ سوق الانتقالات، بعد انتقال كريستيانو رونالدو من مانشستر يونايتد إلى ريال مدريد في وقت سابق من هذا الصيف. بدأ إيتو بداية واعدة مع الإنتر بتسجيله هدفين في أول مباراتين من الموسم.
اعتبر التوقيع مع ريكاردو كواريسما من بورتو النادي البرتغالي السابق لمورينيو حلقة مفقودة في تشكيلة الإنتر، لكن لعبه خيب آمال النادي وقادته إلى الإعارة إلى تشيلسي في منتصف الموسم. فشل مانشيني أيضًا في الهيمنة على خط الوسط وأصبحت معالجة أوجه القصور هذه في سوق الانتقالات من أولويات الإنتر. تم إلقاء اللوم على فشل الإنتر في دوري أبطال أوروبا هو افتقارهم إلى صانع ألعاب مبدع. في محاولة للتعامل مع هذه المشكلة، وقع الإنتر مع لاعب الوسط الهولندي ويسلي شنايدر من ريال مدريد.
أثار مورينيو مرة أخرى الجدل في الصيف بسبب مشاجرته مع مدرب المنتخب الإيطالي مارتشيلو ليبي. توقع ليبي أن يوفنتوس سيفوز بالسكوديتو في موسم 2009–10، وهو ما اعتبره مورينيو عدم احترام للالإنتر. في العام السابق، توقع ليبي أن يفوز الإنتر باللقب ولم يرد مورينيو على توقعاته. بعد الخلاف مع ليبي، تشاجر مع كابتن إيطاليا فابيو كانافارو على مكان دافيدي سانتون في تشكيلة الإنتر. قال كانافارو إن سانتون قد يضطر إلى مغادرة الإنتر للحصول على وقت لعب أكثر انتظامًا لاختياره مع إيطاليا في كأس العالم المقبلة. ورد مورينيو بالقول إن كانافارو كان يتصرف كمدرب.[بحاجة لمصدر]
عانى الإنتر في أول مباراتين بالموسم الجديد. حيث خسر الفريق كأس السوبر الإيطالي أمام لاتسيو 2–1 وتعادل 1–1 مع باري الصاعد حديثًا في سان سيرو. تحسن فريق مورينيو بشكل كبير بعد ذلك، حيث قام ببناء خط وسط رائع مع شنايدر في المنتصف تياغو موتا والمحاربين القدامى خافيير زانيتي وديان ستانكوفيتش. واصل الإنتر إلى تسجيل أكثر من 30 هدفًا قبل نهاية نوفمبر، وسحق غريمه ميلان في الديربي 4–0، حيث سجل التعاقدان الجديدان دييغو ميليتو وموتا، وسحق جنوى 5–0، وهو أكبر هامش انتصار في الدوري الإيطالي. الموسم. تم طرد مورينيو في مباراة ديربي إيطاليا خارج أرضه في ديسمبر بعد أن أشاد بسخرية للحكم لما شعر أنه ركلة حرة مشبوهة أعطيت ليوفنتوس وخسر الإنتر 2–1، بفضل هدف الفوز من كلاوديو ماركيزيو في الشوط الثاني.

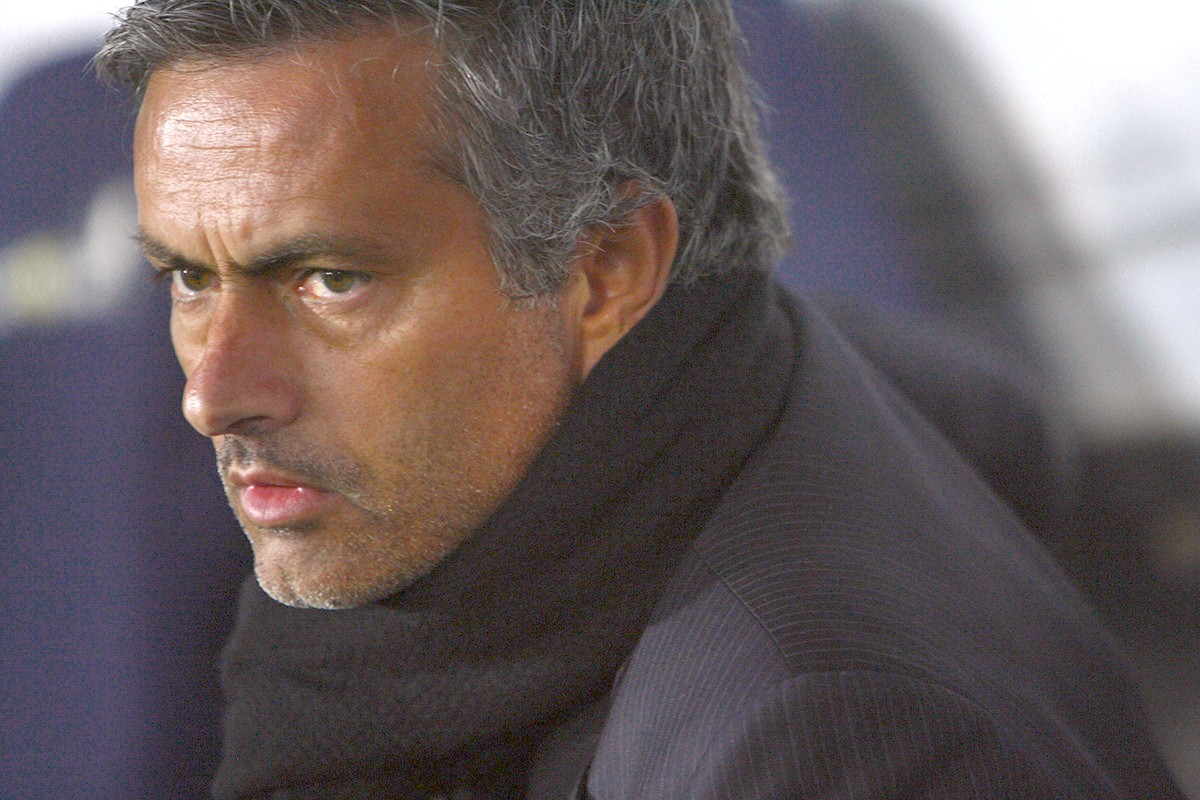
مورينيو في عام 2009.

في وقت لاحق من الموسم، حافظ مورينيو على موقف حاسم بقوة ضد التحكيم في إيطاليا، والتي وصلت إلى ذروتها خلال مباراة الدوري في 22 فبراير 2010 ضد سامبدوريا، والتي انتهت بالتعادل 0–0، مع طرد اثنين من لاعبي الإنتر في الشوط الأول. في نهاية الشوط الأول، قام مورينيو بتقييد يديه بإشارة إلى الكاميرا التي اعتبرها الاتحاد الإيطالي لكرة القدم تصرف عنيف وانتقادي لأداء التحكيم، وتسبب في إيقاف مورينيو لثلاث مباريات. أيضًا، علاقته الصعبة مع المهاجم الشاب ماريو بالوتيلي وفقدان الفريق لمستواه الذي دفع الإنتر إلى تحقيق سبع نقاط فقط في ست مباريات تعرض لانتقادات شديدة من قبل وسائل الإعلام والنقاد. على الرغم من ذلك، حقق مورينيو ما تم الإشادة به باعتباره أحد أبرز أحداث مسيرته بعد أن تمكن الإنتر من التقدم إلى ربع نهائي دوري أبطال أوروبا بفوزه على فريقه السابق تشيلسي في كلتا المباراتين (فوز 2–1 في سان سيرو، ثم تبعه 1–0 فوز في ستامفورد بريدج).
في 6 أبريل 2010، أصبح جوزيه مورينيو أول مدرب في التاريخ يقود ثلاثة فرق مختلفة إلى الدور نصف النهائي من دوري أبطال أوروبا (هذا الرقم القياسي يعادله مدرب بايرن ميونخ لويس فان خال بعد يوم واحد) بعد أن تمكن الإنتر من التغلب على سيسكا موسكو. 1–0 في روسيا في مباراة الإياب من ربع النهائي، والتي انتهت 2–0 في مجموع المباراتين. أثبت هدف ويسلي شنايدر في الدقيقة السادسة الفارق في مباراة لعبت بأسلوب مريح. كانت هذه هي المرة الأولى منذ سبع سنوات التي تمكن فيها الإنتر من الوصول إلى الدور نصف النهائي من المسابقة. في 13 أبريل، واصل الإنتر موسمه الجيد، بعد أن تمكن من الوصول إلى نهائي كأس إيطاليا، لأول مرة تحت قيادة مورينيو، بفوزه على فيورنتينا 1–0 (2–0 في مجموع المباراتين).
في 28 أبريل 2010، وصل جوزيه مورينيو إلى نهائي دوري أبطال أوروبا للمرة الثانية في مسيرته بعد فوز الإنتر على برشلونة حامل اللقب 3–2 في مجموع المباراتين، على الرغم من خسارته 1–0 في كامب نو (والتي وصفها مورينيو بأنها «أجمل هزيمة في حياتي»). هذا أعاد الإنتر إلى نهائي كأس أوروبا/دوري أبطال أوروبا بعد 38 عامًا من آخر مرة (الهزيمة أمام أياكس). تورط مورينيو في شجار قصير مع حارس مرمى برشلونة فيكتور فالديز أثناء محاولته الانضمام إلى احتفالات الإنتر. ذكر مورينيو بعد ذلك أن «مناهضة المدريديسمو» قد حفزت جماهير برشلونة، مما يشير إلى أنهم كانوا مهووسين بالوصول إلى النهائي والفوز بالبطولة على أرض غريمهم اللدود. أعلنت ماركا أن مورينيو اجتاز الاختبار ليصبح المدرب التالي لريال مدريد، حيث احتفل مشجعوهم بإقصاء برشلونة.
في 2 مايو، بعد فوزه 2–0 خارج أرضه في روما على لاتسيو، كاد الإنتر يضمن لقب الدوري الإيطالي. في 5 مايو 2010، فاز الفريق بكأس إيطاليا، وهزم روما 1–0، وفي 16 مايو 2010، فاز الإنتر على سيينا 1–0 ليحقق الثنائية المحلية، وحقق إنجازًا بالفوز بجميع البطولات المتاحة لأي مدرب في الدوري الإيطالي.
في 22 مايو 2010، فاز الإنتر بدوري أبطال أوروبا 2010 بعد فوزه على بايرن ميونخ 2–0، وبذلك أصبح أول ناد إيطالي يحقق الثلاثية، ومورينيو احتفل شخصيًا بلقبه الثاني في دوري أبطال أوروبا.
في اليوم التالي لفوزه بدوري أبطال أوروبا، قال مورينيو إنه «حزين، ومن المؤكد أنها آخر مباراة لي مع الإنتر». ثم أضاف أنه «إذا لم تقم بتدريب ريال مدريد، فستظل هناك فجوة في مسيرتك المهنية».
بعد أيام من المناقشات بين ريال مدريد والإنتر، تم الاتفاق بنجاح على حزمة تعويضات تحطم الرقم القياسي العالمي في 28 مايو 2010، وبالتالي تم التخلي عن مورينيو من قبل الإنتر.

### ريال مدريد
في 28 مايو 2010، تم التأكيد على أن مورينيو سيحل محل مانويل بيليجريني في ملعب سانتياغو بيرنابيو. في 31 مايو 2010، تم الإعلان عن مورينيو هو المدير الفني الجديد لريال مدريد بعد توقيع عقد لمدة أربع سنوات، وأصبح المدير الحادي عشر في السنوات السبع الأخيرة في النادي. تم تعيين مورينهو مدربًا رياضيًا بالإضافة إلى مدرب الفريق الأول، وتمت الإشارة إليه على أنه غالاكتيكو (بالإسبانية: Galáctico) (وهو مصطلح يستخدم في كثير من الأحيان للاعبين النجوم وليس المدربين).
قبل وصول مورينيو، كان أداء ريال مدريد أقل من الأداء المتوقع على الرغم من دفع رسوم انتقال قياسية للاعبين غالاكتيكوس مثل كاكا وكريستيانو رونالدو. تميز موسم 2009–10 بخيبات، وأبرزها الخسارة في ذهاب دور 32 من كأس ملك إسبانيا 2009–10 أمام نادي ألكوركون الذي كان يلعب في الدوري الإسباني الدرجة الثانية ب ومن ثم الإقصاء. والإقصاء من دوري أبطال أوروبا في دور ثمن النهائي من قبل أولمبيك ليون، على الرغم من أنهم احتلوا المركز الثاني في الدوري الاسباني بـ96 نقطة.

#### موسم 2010–11
في 29 أغسطس 2010، تعادل ريال مدريد 0–0 أمام ريال مايوركا في أول مباراة لمورينيو في الدوري الإسباني كمدرب. عندما سُئل مورينيو عن جميع الفرص الضائعة أمام ليفانتي في الدوري وأوكسير في دوري الأبطال، قال: «في يوم من الأيام، سيدفع بعض المنافسين الضعفاء ثمن الفرص التي اضعناها اليوم». انتهت المباراة التالية في البرنابيو بانتصار 6–1 على ديبورتيفو لاكورونيا. وأكدت مباريات الدوري التالية تصريح مورينيو، حيث تغلب على مالقا بنتيجة 1–4 وراسينغ سانتاندير مرة أخرى بنتيجة 6–1.

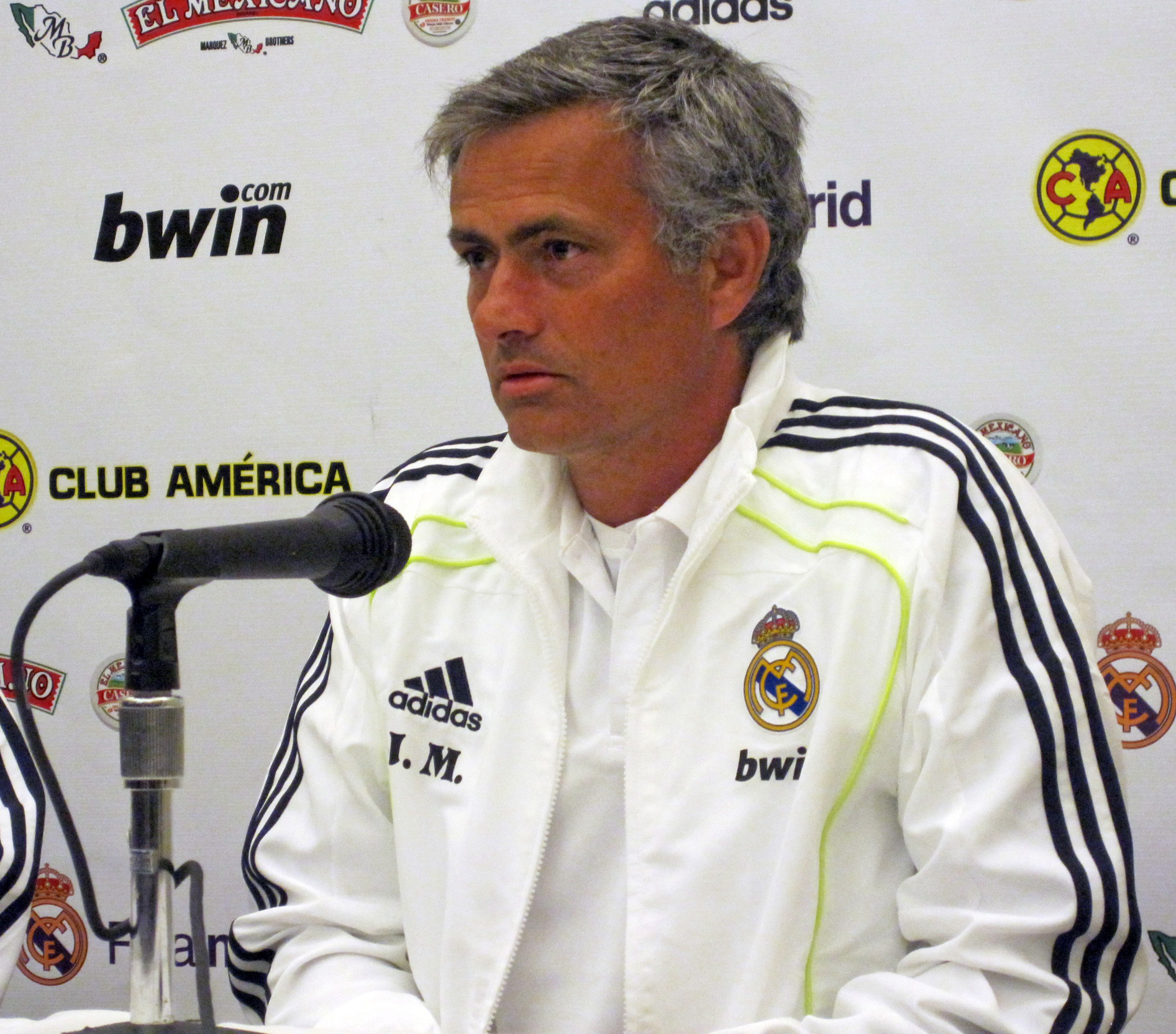
مورينيو مع ريال مدريد في أغسطس 2010.

في 29 نوفمبر 2010، خسر مورينيو مدريد في أول لقاء له في الكلاسكيو أمام برشلونة. انتهت المباراة، التي أقيمت في كامب نو، بنتيجة 5–0 أمام المضيفين، مما جعل رئيس ريال مدريد فلورنتينو بيريز يصرح قائلاً: «انها أسوء مباراة في تاريخ ريال مدريد». وانتقد المدير الرياضي خورخي فالدانو مورينيو بسبب «عدم قدرته على إجراء تصحيح كبير في المباراة». إلا أن مورينيو عندما طلب منه مراسل وسائل الإعلام رفض أن يعتبر الخسارة «إهانة».
في 30 نوفمبر 2010، تم تغريم مورينيو 33.500 جنيه استرليني بسبب مشاهدته وهو يوجه تشابي ألونسو وسيرخيو راموس لمحاولة الحصول على البطاقة الصفراء التكتيكية الثانية في 4–0 في دوري أبطال أوروبا ضد أياكس. كما تم منعه من المشاركة في مباراتين في دوري أبطال أوروبا. في 22 ديسمبر 2010، فاز مورينيو بمباراة بأوسع فارق في مسيرته، حيث انتصر 8–0 أمام ليفانتي، في مباراة الذهاب من ربع نهائي كأس ملك إسبانيا.
في 20 أبريل 2011، فاز مورينيو بأول بطولة له في كرة القدم الإسبانية حيث تغلب ريال مدريد على غريمه التقليدي برشلونة 1–0 في نهائي كأس ملك إسبانيا الذي أقيم على ملعب ميستايا في بلنسية، منهياً بذلك غياب ريال مدريد عن البطولة الذي دام 18 عاماً. كما كانت أول بطولة لريال مدريد منذ لقب في الدوري الإسباني 2007–08. بعد أسبوع واحد، التقى الفريقان مرة أخرى في مباراة الذهاب في الدور نصف النهائي من دوري أبطال أوروبا، وهو التقدم الأبعد في ريال مدريد في البطولة منذ الدور نصف النهائي في عام 2003، حيث خرج النادي من دور ربع النهائي في 2004، ثم في الفترة مابين عامي 2005 حتى 2010 عانى النادي من ست إقصاءات متتالية في الدور الستة عشر. على ملعب البرنابيو، تم طرد بيبي من ريال مدريد في الدقيقة 61، وحمس مورينيو المدرجات للاحتجاج. بعد ذلك، سجل ليونيل ميسي لاعب برشلونة هدفين في وقت متأخر المباراة لتنتهي المباراة 2–0. انتهت مباراة الإياب على كامب نو 1–1 ليقصى ريال مدريد من البطولة.

#### موسم 2011–12
في 7 ديسمبر 2011، فاز ريال مدريد على أجاكس بنتيجة 3–0، واختتم مرحلة المجموعات بدوري أبطال أوروبا بستة انتصارات، ليصبح خامس فريق في تاريخ دوري الأبطال يحقق هذا الإنجاز الفذ. وكان هذا الفوز هو الفوز الخامس عشر على التوالي للفريق ليعادل الرقم القياسي الذي حققه النادي قبل 50 عاما في عام 1961.
في 21 أبريل 2012، فاز ريال مدريد 1–2 ضد برشلونة في الكلاسيكو على ملعب كامب نو، ليوسع بذلك رصيده في الدوري الإسباني إلى سبع نقاط مع بقاء أربع مباريات. كان هذا هو أول انتصار لريال مدريد في الدوري ضد برشلونة منذ عام 2008 والأول في كامب نو منذ عام 2007. أيضا، في هذه المباراة كسر ريال مدريد الرقم القياسي لأكثر الأهداف المسجلة في بطولة الدوري، بتسجيله 109. وبعد المباراة اعترف مدرب برشلونة، بيب غوارديولا، بأحقية ريال مدريد باللقب.
تقدم مورينيو إلى الدور نصف النهائي من دوري أبطال أوروبا للسنة الثانية على التوالي. انتهت مباراة الذهاب بالخسارة 2–1 أمام بايرن ميونخ. في مباراة الإياب على أرضه، حقق ريال مدريد تقدماً بنتيجة 2–0 من هدفي كريستيانو رونالدو، لكن آريين روبن لاعب بايرن ميونيخ (لاعب سابق في ريال مدريد وسبق لمورينيو تدريبه في تشيلسي) نجح بتسجيل ركلة جزاء لتنتهي المباراة بنتيجة 3–3 في مجموع المباراتين. تم إقصاء مدريد في ركلات الترجيح حيث أضاع كل من مع رونالدو وكاكا وراموس ركلاتهم. وقال يوب هاينكس المدير الفني لبايرن ميونيخ إن مورينيو «جاء إلى غرفة الملابس لتهنئة لاعبي ومدربي الفريق بعد المباراة. لقد كان نبيلاً للغاية».
في 2 مايو 2012، فاز ريال مدريد 0–3 أمام أتلتيك بيلباو ليحرز لقب الدوري الإسباني لأول مرة منذ أربع سنوات. في 13 مايو 2012، هزم ريال مدريد مايوركا 4–1 في آخر مباراة له في الدوري هذا الموسم، وسجل رقم قياسي في عدد المباريات التي فاز بها في موسم واحد بالدوري الإسباني (32)، فاز في 16 منها خارج أرضه، كما حصد أكثر عدد من النقاط في أي من البطولات الأوروبية الكبرى (100)، مما ساعدهم في تعزيز الرقم القياسي الذي هم يحملونه بالفعل وتسجيل 121 هدف في موسم واحد، كما انتهى الموسم بأعلى فارق من الأهداف (+89). وتصدر ريال مدريد الدوري بفارق تسع نقاط عن برشلونة صاحب المركز الثاني.

#### موسم 2012–13

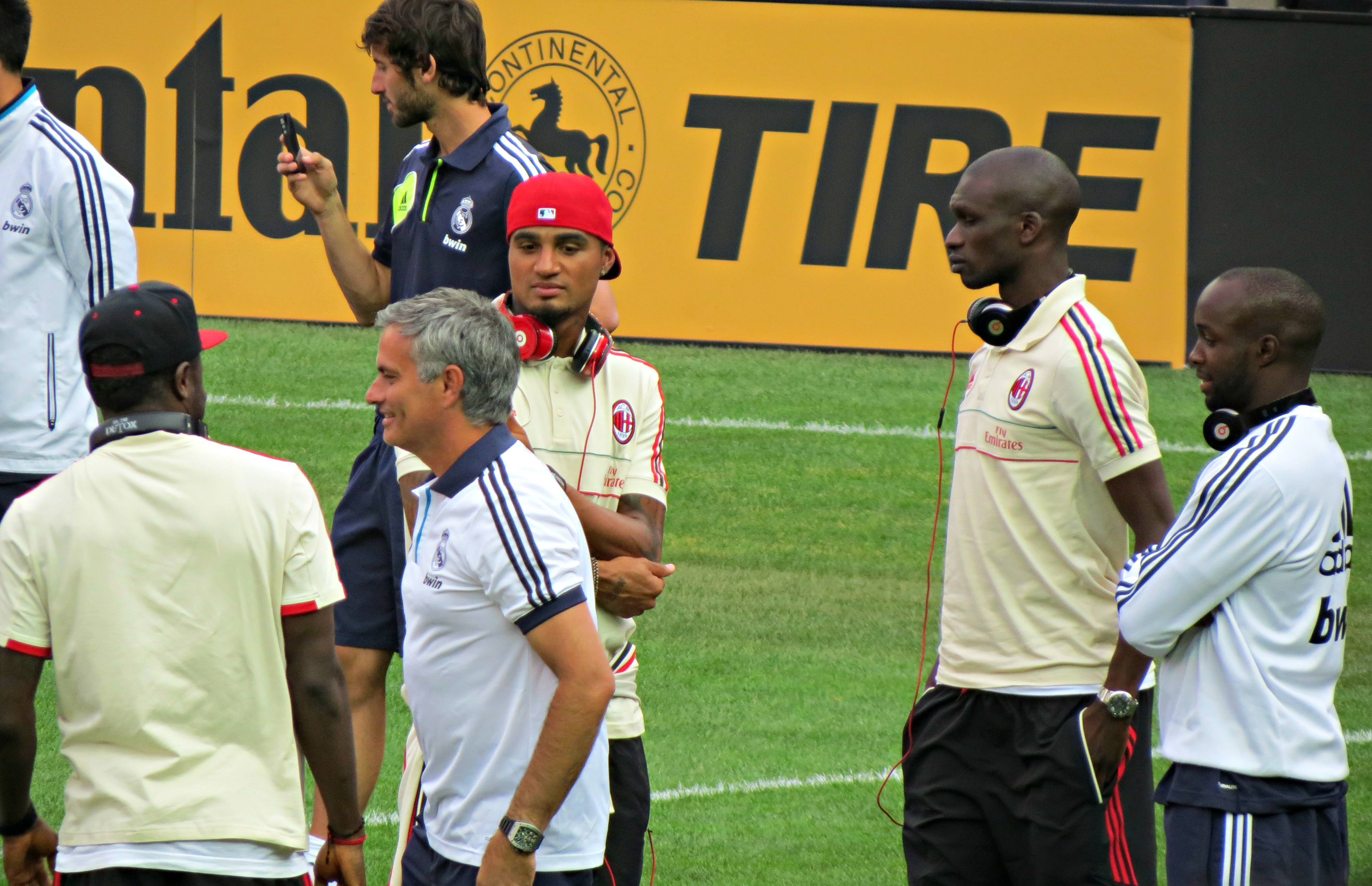
مورينيو مع لاعبي ميلان قبل بداية المباراة الودية التحضيرية للموسم مع ريال مدريد في نيويورك، أغسطس 2012.

في 22 مايو 2012، وقع مورينيو عقدًا جديدًا مدته أربع سنوات يبقيه مديرًا لنادي ريال مدريد حتى عام 2016. بعد الخسارة 3–2 أمام برشلونة في مباراة الذهاب من كأس السوبر الإسباني 2012، فاز ريال مدريد في مباراة الإياب في مدريد بنتيجة 2–1. ليحقق ريال مدريد البطولة بسبب قانون أهداف خارج الديار بعد التعادل من 4–4 في مجموع المباراتين. وجعل هذا الفوز مورينيو يفوز بكل الألقاب المحلية المتاحة في دوري الدرجة الأولى الاسباني في غضون عامين.كما أصبح المدرب الوحيد الذي فاز بكأس السوبر الوطني في أربع دول أوروبية مختلفة. هذا أيضا جعل مورينيو أول مدرب في التاريخ يفوز بكل الألقاب المحلية، بطولة الدوري، الكأس، كأس السوبر وكأس الدوري (إن وجد) في أربع دوريات أوروبية.
وصل ريال مدريد إلى الدور نصف النهائي من دوري أبطال أوروبا للسنة الثالثة على التوالي تحت إدارة مورينيو. لكن النادي هُزم 4–1 في مباراة الذهاب خارج ملعبه أمام بوروسيا دورتموند. في مباراة الإياب على أرضه، تمكن ريال مدريد من تسجيل هدفين في الدقائق العشر الأخيرة، لكن الفريق لم يتمكن من تسجيل الهدف الثالث الذي كان سيعادل النتيجة الإجمالية ويأهل الريال إلى النهائي.
في المؤتمر الصحفي بعد مباراة الإياب مع دورتموند، ألمح مورينيو إلى أن موسم 2012–13 مع ريال مدريد سيكون الأخير، قائلاً: «أنا محبوبة من بعض الأندية، خاصة نادي واحد. في إسبانيا، الأمر مختلف، يكرهني بعض الناس، العديد منكم في هذه الغرفة [غرفة الصحافة]». أدت علاقات مورينيو المشحونة مع سيرخيو راموس وقائد الفريق إيكر كاسياس (اللاعب الشهير الذي غيّبه مورينيو في عام 2013) إلى انقسامات بين مشجعي «مورينيو» ومشجعي «ريال مدريد». وأصبحت علاقته مع كريستيانو رونالدو صعبة لأنه، بحسب مورينيو، اللاعب «ربما يعتقد أنه يعرف كل شيء وأن المدرب لا يمكنه تحسينه بعد الآن»، لذلك لم يكن مستعدًا لقبول النقد البناء. كما تعرض مورينيو للانتقاد بسبب حوادث مثيرة للجدل، منها غرز عين تيتو فيلانوفا (مساعد المدرب في برشلونة) خلال مشاجرة، وشكاويه المستمرة حول التحيز التحكيمي، والصدامات مع الصحفيين والمسؤولين الحقيقيين، وتلميحات متكررة بأن برشلونة حصل على معاملة إيجابية من الاتحاد الأوروبي لكرة القدم.
بعد خسارة كأس ملك إسبانيا 2013 أمام أتلتيكو مدريد في 17 مايو، وصف مورينيو موسم 2012–13 بأنه «أسوأ ما في مسيرتي». بعد ثلاثة أيام، أعلن رئيس نادي ريال مدريد فلورنتينو بيريز أن مورينيو سيغادر النادي بعد نهاية الموسم «باتفاق متبادل»، بعد مرور عام على توقيع تمديد عقده إلى عام 2016.

### عودته لتشيلسي

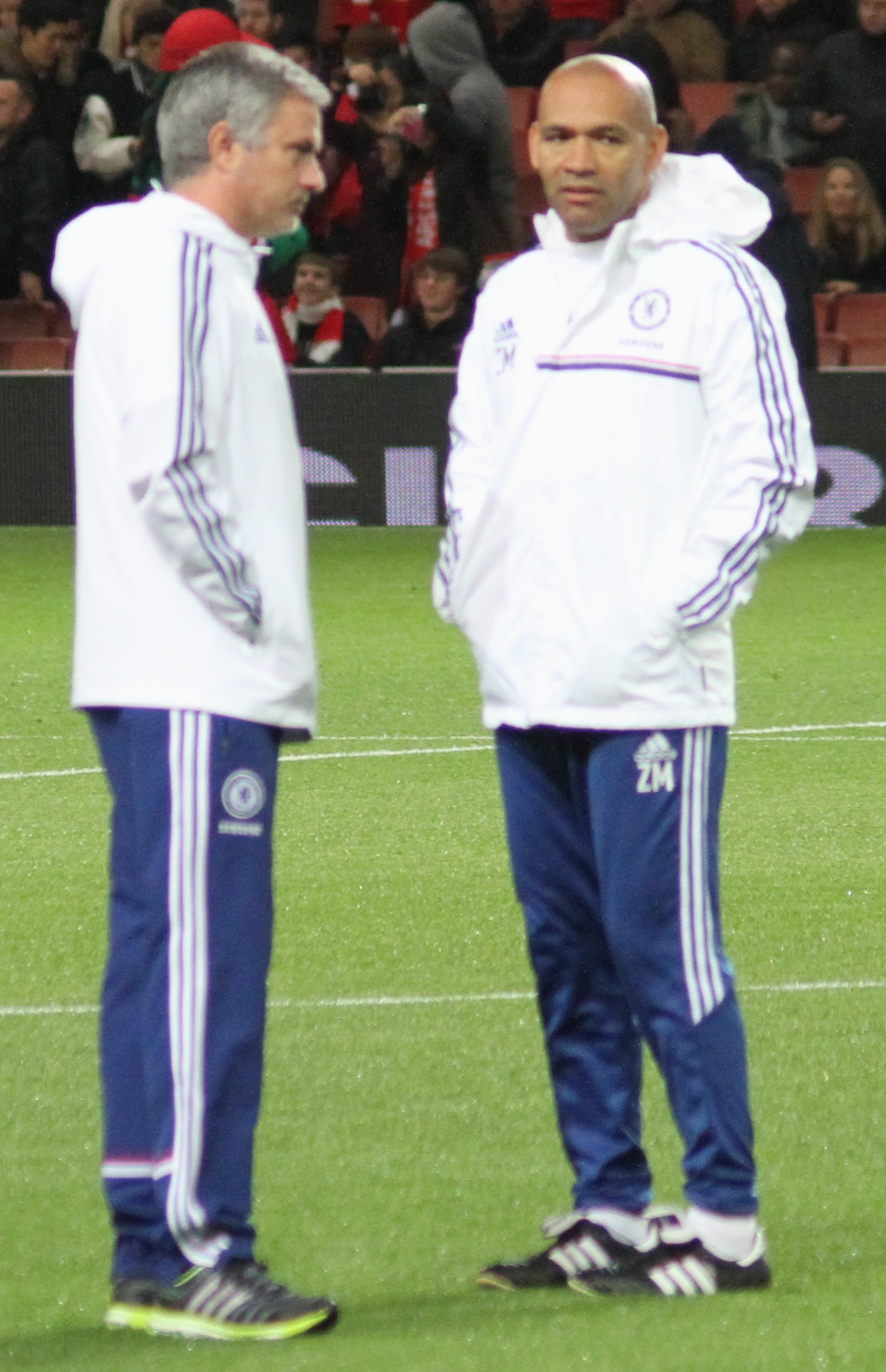
مورينيو (على اليسار) مع مساعده خوسيه مورايس

في 3 يونيو 2013، عُيّن مورينيو كمدرب لتشيلسي للمرة الثانية، بموجب عقد مدته أربع سنوات. وقال مورينيو لتلفزيون تشيلسي: «في مسيرتي، كان لدي شغفان عظيمان – الإنتر وتشيلسي – وتشيلسي أكثر أهمية بالنسبة لي». «كان من الصعب للغاية اللعب ضد تشيلسي، وفعلت ذلك مرتين فقط وهو ما لم يكن سيئًا للغاية».«الآن أعدكم بذات الأشياء التي وعدتكم بها بالضبط في 2004 مع هذا اختلاف بسيط وهو: أنا واحد منكم». في 10 يونيو 2013، تم تأكيد مورينيو رسميًا كمدير تشيلسي للمرة الثانية في مؤتمر صحفي عقد في ستامفورد بريدج.

#### موسم 2013–14
انتهت أول مباراة رسمية لمورينيو مع تشيلسي بفوزه 2–0 على هال سيتي في 18 أغسطس 2013.
في 29 يناير 2014، بعد التعادل 0–0 على أرضه أمام وست هام يونايتد، وصف مورينيو هامرز بأنه يلعب «كرة القدم من القرن التاسع عشر»، قائلاً: «هذا ليس أفضل دوري في العالم، هذه كرة القدم من القرن التاسع عشر، والشيء الوحيد [الآخر] الذي يمكنني إحضاره هو بلاك أند ديكر لتدمير الجدار». في 19 أبريل 2014، تعرض مورينيو لأول هزيمة على أرضه كمدرب لتشيلسي في الخسارة 2–1 أمام سندرلاند على ملعب ستامفورد بريدج. لقد قلل باستمرار من فرص تشيلسي في اللقب طوال الموسم وأشار إليها على أنها موسم انتقالي، قام بتشكيل فريقه ببطء والأهم من ذلك إسقاط (وفي النهاية بيع) لاعب العام في تشيلسي في الموسمين السابقين، خوان ماتا. واصل تشيلسي احتلال المركز الثالث في الدوري الإنجليزي الممتاز 2013–14، بفارق أربع نقاط عن مانشستر سيتي البطل، وخرج من الدور نصف النهائي دوري أبطال أوروبا 2013–14 على يد أتلتيكو مدريد.

#### موسم 2014–15

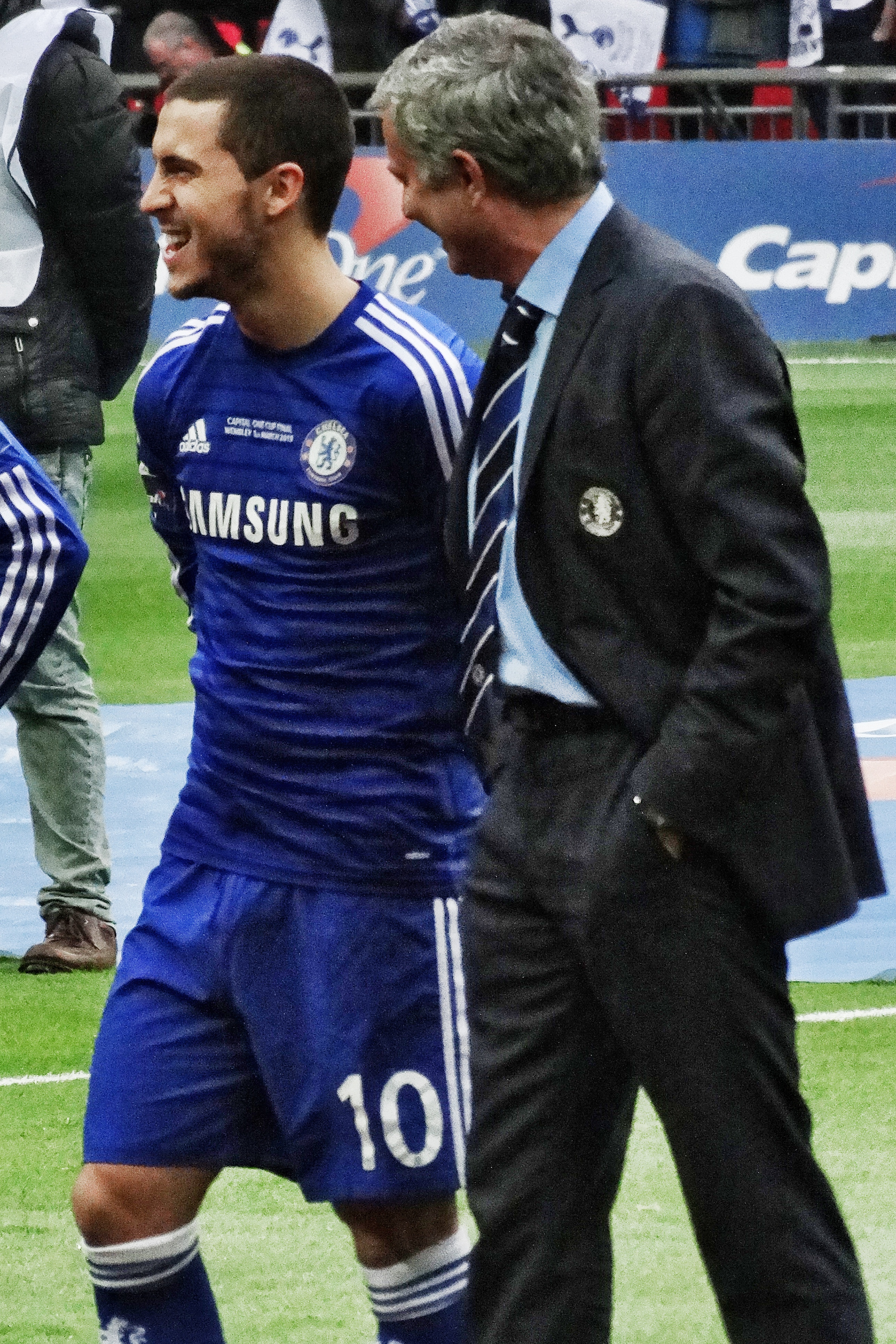
مورينيو مع صانع ألعاب تشيلسي إدين هازارد في 2015. توترت علاقتهما في الموسم التالي.

بدأ تشيلسي مشواره في الدوري الإنجليزي الممتاز 2014–15 بفوزه 3–1 على بيرنلي في 18 أغسطس على ملعب تورف مور. كانت هذه المباراة بمثابة أول مباراة رسمية للصفقات الجديدة دييغو كوستا، سيسك فابريغاس وتيبو كورتوا، حيث شارك الأخير كأساسي بعد فترة إعارة لمدة ثلاث سنوات مع أتلتيكو مدريد. كما عاد ديدييه دروغبا مرة أخرى إلى تشكيلة تشيلسي، ونزل من مقاعد البدلاء في الشوط الثاني.
في 24 يناير 2015، خرج تشيلسي من الدور الرابع من كأس الاتحاد الإنجليزي بهزيمة مفاجئة بنتيجة 2–4 أمام برادفورد سيتي، مما أنهى آمالهم في تحقيق رباعية محتملة. ووصف مورينيو الهزيمة بأنها «وصمة عار».
في 1 مارس 2015، هزم تشيلسي توتنهام هوتسبير 2–0 في نهائي كأس رابطة الأندية ليحرز أول لقب له هذا الموسم، وأول لقب لمورينيو منذ عودته إلى تشيلسي. في 11 مارس 2015، خرج تشيلسي من دور الـ16 في دوري أبطال أوروبا بعد خسارته أمام باريس سان جيرمان بقانون أهداف خارج الديار.
في 3 مايو 2015، تم تتويج تشيلسي كبطل للدوري الإنجليزي الممتاز بعد فوزه على كريستال بالاس. تم اختيار مورينيو لاحقًا كأفضل مدرب في الدوري للموسم، حيث خسر تشيلسي في ثلاث مباريات فقط طوال الموسم.

#### موسم 2015–16
في 7 أغسطس 2015، وقع مورينيو عقدًا جديدًا مدته أربع سنوات مع تشيلسي، يبقيه في ستامفورد بريدج حتى عام 2019. في 29 أغسطس، وصل مورينيو إلى مباراته رقم 100 في الدوري الإنجليزي الممتاز على أرضه مع تشيلسي، والتي انتهت بالخسارة 2–1 أمام كريستال بالاس. بدأ تشيلسي الموسم بجمع 11 نقطة فقط في أول 12 مباراة له في الدوري الإنجليزي الممتاز. كما خرجوا من كأس الرابطة أمام ستوك سيتي بركلات الترجيح في 27 أكتوبر.
في 17 ديسمبر 2015، بعد خسارة 9 من أصل 16 مباراة في الدوري الإنجليزي الممتاز، أعلن تشيلسي أنه تم فسخ العقد مع مورينيو «بالتراضي». ذهب النادي إلى القول، «يرغب النادي في توضيح أن جوزيه يتركنا في وفاق جيدة وسيظل دائمًا شخصية محبوبة ومحترمة للغاية في تشيلسي».

### مانشستر يونايتد

#### موسم 2016–17
في 27 مايو 2016، وقع مورينيو عقدًا لمدة ثلاث سنوات مع مانشستر يونايتد، مع خيار البقاء في النادي حتى 2020 على الأقل. في 7 أغسطس 2016، فاز مورينيو بأول لقب له، درع الاتحاد الإنجليزي، بفوزه على حامل لقب الدوري الإنجليزي الممتاز ليستر سيتي 2–1. انتصر مورينيو في أول مباراة له في الدوري الإنجليزي الممتاز بصفته مدربًا لليونايتد، حيث فاز 3–1 خارج ملعبه على بورنموث في 14 أغسطس 2016.

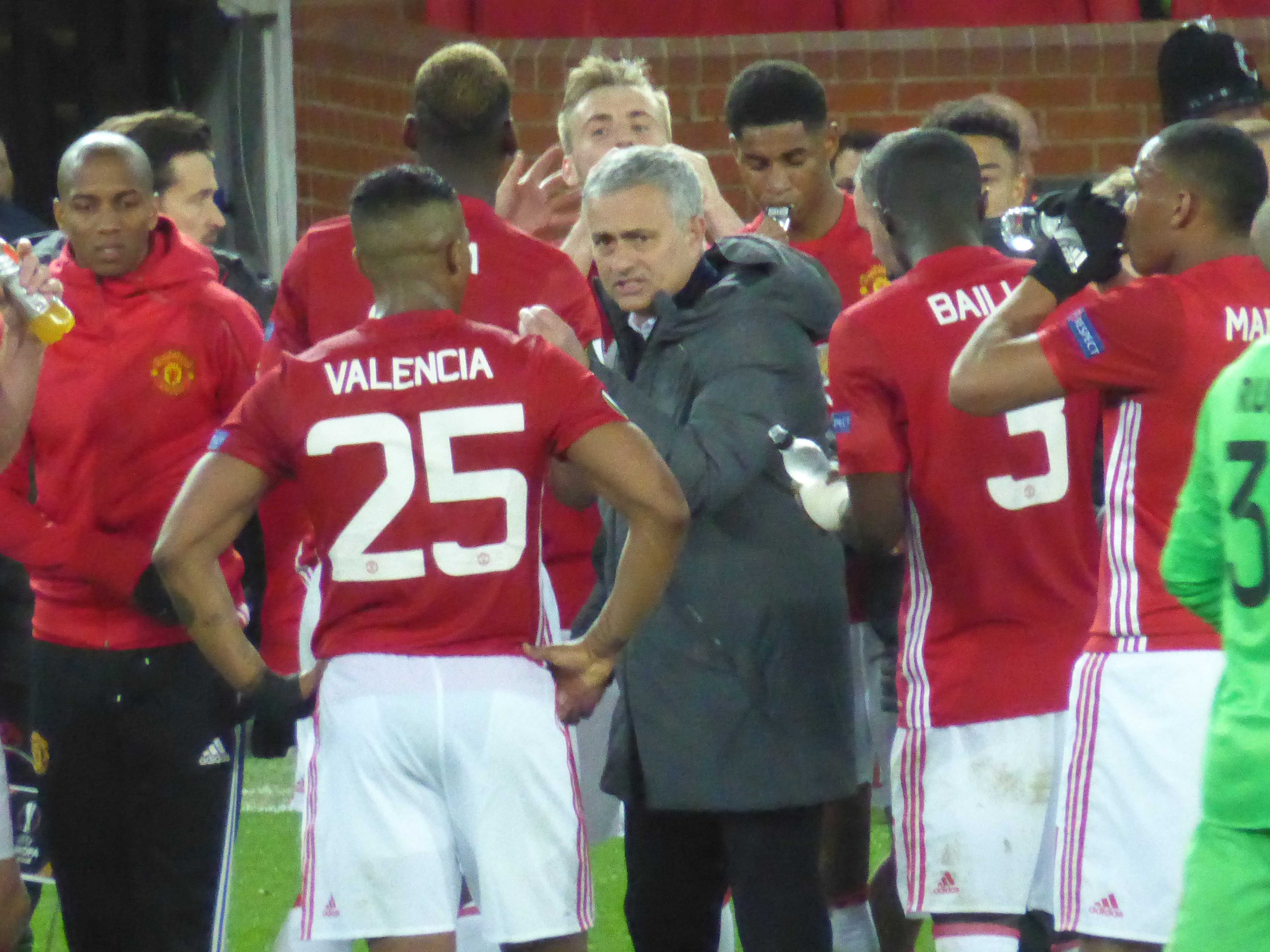
مورينيو يتحدث إلى لاعبيه خلال مباراة الدوري الأوروبي ضد أندرلخت على أولد ترافورد في أبريل 2017.

في 11 سبتمبر 2016، بدأ مورينيو الموسم بخسارة أول ديربي له في مانشستر كمدرب في مباراة الخسارة 2–1 أمام مانشستر سيتي. كانت هذه أيضًا خسارته الثامنة أمام منافسه أثناء وجوده مع ريال مدريد، مدرب برشلونة السابق بيب غوارديولا. في 23 أكتوبر 2016، قام مورينيو بأول زيارة له إلى تشيلسي مع مانشستر يونايتد منذ مغادرته في ديسمبر 2015. وانتهت المباراة بالهزيمة 4–0 مما تركهم بفارق ست نقاط عن قمة الجدول. فاز مورينيو بثاني ديربي له في مانشستر كمدرب في 26 أكتوبر 2016 بفوزه 1–0 على ملعب أولد ترافورد في كأس الرابطة. سجل خوان ماتا الهدف الوحيد في المباراة في الدقيقة 54، وكان الفوز هو الرابع لمورينيو على غوارديولا (أربعة انتصارات وستة تعادلات وثماني هزائم).
بعد الاتهامات التي وجهها له الاتحاد الإنجليزي بسبب تعليقات مورينيو حول الحكم أنتوني تايلور، واجه مورينيو مرة أخرى مشكلة مع الحكم في 29 أكتوبر عندما طرده مارك كلاتنبورغ إلى المدرجات خلال مباراة التعادل 0–0 على أرضه ضد بيرنلي. في 29 يناير 2017، على الرغم من الخسارة 2–1 في مباراة الإياب خارج أرضه أمام هال سيتي، وصل يونايتد بقيادة مورينيو إلى نهائي كأس الرابطة بفوزه بنتيجة 3–2 في مجموع المباراتين. فاز مانشستر يونايتد 3–2 على ساوثهامبتون في نهائي كأس الرابطة في ويمبلي. مع الفوز، أصبح أول مدرب ليونايتد يفوز بكأس رئيسي في أول موسم له.
في 24 مايو 2017، فاز مانشستر يونايتد بلقب الدوري الأوروبي بفوزه 2–0 على أياكس. كان هذا ثاني لقب رئيسي لمورينيو في موسمه الأول كمدرب لمانشستر يونايتد. كما حافظ أيضًا على سجله بنسبة 100٪ في الفوز بكل نهائي أوروبي رئيسي كمدرب.

#### موسم 2017–18

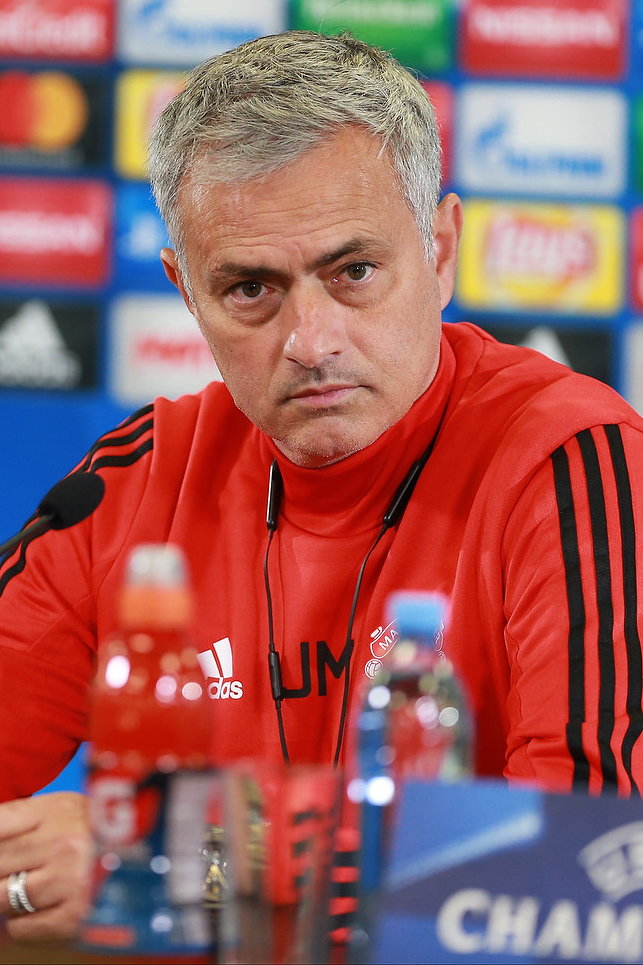
مورينيو مع مانشستر يونايتد في 2017.

عزز مورينيو فريقه بشكل أكبر في صيف عام 2017، بتعاقداته مع المهاجم البلجيكي روميلو لوكاكو والمدافع فيكتور ليندلوف ولاعب الوسط نيمانيا ماتيتش. بدأ يونايتد بداية قوية للموسم قبل أن يوسع جدول الشتاء الصعب الفجوة بينهم وبين غريمه في المدينة مانشستر سيتي.
تم انتقاد مورينيو لخروج مانشستر يونايتد من دوري أبطال أوروبا على يد إشبيلية في دور الستة عشر، مما أدى إلى مفاجأة مدتها 12 دقيقة من مورينيو للدفاع عن مسيرته مع يونايتد.
احتل مانشستر يونايتد المركز الثاني في جدول الترتيب بعد هزيمته 1–0 على أرضه أمام وست بروميتش ألبيون، حيث أنهى تسعة عشر نقطة خلف مانشستر سيتي. كما خسر يونايتد نهائي كأس الاتحاد الإنجليزي 2018 أمام نادي مورينيو السابق تشيلسي بعد ركلة جزاء من إدين هازارد حسمت الفوز 1–0 للبلوز.

#### موسم 2018–19
بعد بداية سيئة لموسم 2018–19 الذي شهد خسارة مانشستر يونايتد في مباراتين من أول ثلاث مباريات في الدوري للمرة الأولى منذ 26 عامًا، بما في ذلك الخسارة 3–0 على أرضه أمام توتنهام هوتسبير – وهي أكبر هزيمة على أرضه في مسيرته. طالب مورينيو بـ«الاحترام» من الصحفيين الناقدين، ورفع ثلاثة أصابع (واحد مقابل كل بطولة دوري فاز بها في إنجلترا كمدرب)، مضيفًا: «لقد فزت بالدوري الإنجليزي الممتاز بمفردي أكثر من المدربين التسعة عشر الآخرين [في الدوري] معًا». في مؤتمره الصحفي التالي بعد أربعة أيام، قال:«أنا مدرب لواحد من أعظم الأندية في العالم ولكني أيضًا أحد أعظم المدربين في العالم».
في نهاية مباراة مانشستر يونايتد في الدوري ضد نادي مورينيو السابق تشيلسي في 20 أكتوبر 2018، تورط مورينيو في حادث نفق. مع تسجيل روس باركلي لاعب تشيلسي هدف التعادل في الدقيقة 96، احتفل مدرب تشيلسي، ماركو اياني، بالهدف بالركض إلى مقاعد مانشستر يونايتد وشد قبضتيه بالقرب من وجه مورينيو. قفز مورينيو غاضبًا وحاول مطاردة إياني أسفل النفق، لكن الأمن تدخل. أثناء جلوسه، بدأ بعض مشجعي تشيلسي مرارًا (وبصوت عال) في الهتاف ضد مورينيو. ذهب مورينيو إلى مشجعي يونايتد وصفق لهم، وفي طريق عودته إلى النفق رفع ثلاثة أصابع نحو جماهير تشيلسي، مذكراً إياهم بأنه فاز بثلاثة ألقاب في الدوري الممتاز معهم.
بعد بدء موسم 2018–19 بتحقيق سبعة انتصارات فقط في أول 17 مباراة بالدوري الإنجليزي، تاركًا مانشستر يونايتد متأخراً بفارق 19 نقطة عن متصدر الدوري، تمت إقالة مورينيو من النادي في 18 ديسمبر 2018.

### توتنهام هوتسبير
في 20 نوفمبر 2019، تم تعيين مورينيو مديرا لتوتنهام هوتسبير بعقد مدته أربع سنوات، ليحل محل ماوريسيو بوتشيتينو المُقال.

#### موسم 2019–20
في 23 نوفمبر 2019، أدار مورينيو أول مباراة له مع توتنهام هوتسبير وفاز 3–2 خارج أرضه على وست هام يونايتد. أثار لاحقًا اهتمام وسائل الإعلام في 26 نوفمبر 2019، عندما ادعى أن جامع الكرات كالوم هاينز صنع هدف توتنهام الثاني في الفوز 4–2 على أولمبياكوس في دوري أبطال أوروبا. في دور الـ16 من دوري أبطال أوروبا، خسر توتنهام هوتسبير المباراتين ليهزم 0–4 في مجموع المباراتين أمام آر بي لايبزيغ.
سجل مورينيو فوزه رقم 300 في كرة القدم الإنجليزية عندما تغلب توتنهام على وست هام يونايتد 2–0 في 23 يونيو 2020. وحقق فوزه الأول على الإطلاق كمدرب في سانت جيمس بارك في 15 يوليو 2020 عندما هزم توتنهام نيوكاسل يونايتد بنتيجة 3–1. ومع ذلك، أنهى مورينيو موسمه الأول مع توتنهام هوتسبير في المركز السادس في الدوري الممتاز.

#### موسم 2020–21
في 4 أكتوبر 2020، تمكن توتنهام من الفوز بنتيجة 6–1 على ناديه السابق مانشستر يونايتد على ملعب أولد ترافورد. بعد الفوز 2–0 على أرسنال في 6 ديسمبر 2020، كان توتنهام يتصدر الدوري الإنجليزي الممتاز، وأصبح جوزيه مورينيو ثاني مدرب لتوتنهام هوتسبير يفوز بأول مباراتين من ديربي شمال لندن. ومع ذلك، فإن الهزيمة 2–1 على ملعب أنفيلد جعلتهم يتراجعون إلى المركز الثاني، بفارق ثلاث نقاط عن المتصدر. في 21 نوفمبر 2020 توتنهام انتصر على مانشستر سيتي بهدفين مقابل لا شيء في قمة الجولة التاسعة من الدوري الإنجليزي. ثنائية توتنهام جاءت من لعبتين بنفس الطريقة تماما عن طريق سون في الدقيقة الخامسة، والأرجنتني لو سيلسو في الدقيقة 65. علق بيب جوارديولا علي هذه الهزيمة بقوله «كنا نعلم قبل المباراة أنه لا يمكنك منحهم الهدف الأول، أتيحت لنا فرص أكثر وخسرنا، وفرق مورينيو على هذا النحو، أنت ترتكب خطأ ويعاقبك في الهجوم المرتد».
في 10 فبراير 2021، خرج توتنهام هوتسبير من كأس الاتحاد الإنجليزي حيث خسر 4–5 أمام إيفرتون في ربع النهائي، وهي المرة الأولى التي تلقى فيها فريق جوزيه مورينيو خمسة أهداف منذ عام 2010. في 18 مارس 2021، خسر توتنهام هوتسبير 3–0 أمام دينامو زغرب في الأشواط الإضافية في دور 16 من الدوري الأوروبي 2020–21، ليخرج من المنافسة بعد الخسارة 3–2 في مجموع المباراتين.
في 19 أبريل 2021، أُقيل مورينيو بعد 17 شهرًا في منصبه.

### روما
في 4 مايو 2021، تم تعيين مورينيو مدربًا لنادي روما منذ بدءًا من موسم 2021–22، ليحل محل مواطنه باولو فونسيكا.
وفي عام 2022-05-25 فاز مورينيو بدوري المؤتمرات ليكون أول مدرب يحصل على دوري الأبطال والدوري الأوروبي ودوري المؤتمرات وحقق لروما أول بطوله اوروبيه لهم واعاد البطولات الأوروبية إلى إيطاليا بعد غياب 12 سنه.وفي يناير 2024 رحل مورينيو عن تدريب نادي روما بسبب النتائج السيئة.

## آراء الآخرين عنه
يعتبر مورينيو على نطاق واسع من قبل العديد من اللاعبين والمدربين على أنه أحد أفضل المدربين في جيله وواحد من أعظم المدربين على الإطلاق. في عام 2010، وصف بيب جوارديولا مورينيو بأنه «ربما يكون أفضل مدرب في العالم». صرح فرانك لامبارد لاعب وسط تشيلسي أن مورينيو هو أفضل مدرب عمل لديه على الإطلاق.
ومع ذلك، قوبل عدد كبير من قرارات مورينيو التكتيكية بالنقد. طوال حياته المهنية، اتُهم أحيانًا بلعب كرة القدم الدفاعية الباهتة لتحقيق النتائج. في عام 2011، خلص مورتن أولسن إلى أنه لا «يحب شخصيته أو الطريقة التي يلعب بها كرة القدم بشكل سلبي». بالإضافة إلى ذلك، صرح يوهان كرويف في نفس العام، «مورينيو مدرب سلبي. إنه يهتم فقط بالنتيجة ولا يهتم كثيرًا بكرة القدم الجيدة».
يعود الفضل إلى مورينيو ومواطنه كريستيانو رونالدو في تغيير حظوظ كرة القدم البرتغالية في عقد 2010 و2020.

## حياته الشخصية
التقى مورينيو بزوجته ماتيلدا «تامي» فاريا، المولودة في أنغولا، عندما كانا مراهقين في سيتوبال بالبرتغال، وتزوجا عام 1989. وُلدت ابنتهما الأولى، ماتيلدا، في عام 1996 وأنجبا ابنهما الأول، خوسيه ماريو جونيور، بعد أربع سنوات. مورينيو، بينما كان مكرسًا نفسه لكرة القدم، وصف عائلته بأنها محور حياته وقال إن «أهم شيء هو عائلتي وكوني أبًا صالحًا». تم اختياره ليكون رجل العام 2005 من قبل نيوستيتسمان ووصف بأنه رجل مخلص لعائلته وعمله.
كان مورينيو أيضًا جزءًا من المبادرات الاجتماعية والعمل الخيري، حيث ساعد في مشروع للشباب، وجمع الأطفال الإسرائيليين والفلسطينيين معًا من خلال كرة القدم والتبرع بسترته «المحظوظة» لإغاثة تسونامي، وكسب 22,000 جنيه إسترليني للأعمال الخيرية. منذ تعيينه في 2014، يعمل سفيرا عالميا لبرنامج الغذاء العالمي التابع للأمم المتحدة.
معروف على نطاق واسع بشخصيته القوية، ولباسه الأنيق وتصريحاته الغريبة في المؤتمرات الصحفية، يتمتع مورينيو بشهرة خارج دوائر كرة القدم، حيث ظهر في الحملات الإعلانية الأوروبية لشركة سامسونج وأمريكان إكسبريس وبراون وجاغوار وأديداس، آخرون. وكان كتاب سيرته غير الرسمي الذي بعنوان (الفائز – من سيتوبال إلى ستامفورد بريدج)، من أكثر الكتب مبيعًا في البرتغال. ومع ذلك، لم يأذن مورينيو بالسيرة الذاتية وحاول، دون جدوى، منع الكتاب من النشر.
كان مورينيو جزءًا من حدث غير عادي في مايو 2007 عندما تم اعتقاله لمنع مسؤولي رعاية الحيوان من وضع كلبه في الحجر الصحي. لم يتم تلقيح الكلب بشكل كاف ولكن تم حل الموقف بعد إعادته إلى البرتغال وتلقى مورينيو تحذيرًا من الشرطة.
مورينيو هو من الروم الكاثوليك، ويقول: «أؤمن تمامًا، بوضوح. كل يوم أصلي؛ كل يوم أتحدث معه. لا أذهب إلى الكنيسة كل يوم، ولا حتى كل أسبوع. أذهب عندما أشعر أنني بحاجة إلى ذلك. وعندما أكون في البرتغال، أذهب للكنيسة دائمًا». بصرف النظر عن لغته الأصلية البرتغالية، يتحدث مورينيو الإسبانية والإيطالية والفرنسية والكتالونية والإنجليزية بدرجات متفاوتة من الطلاقة. تم اختيار مورينيو ليمثل صوت البابا فرنسيس في فيلم رسوم متحركة برتغالي وافق عليه الفاتيكان بمناسبة الذكرى المئوية لتجلي السيدة في مدينة فاطمة، عام 2017.
في 23 مارس 2009، مُنح مورينيو درجة الدكتوراه الفخرية من الجامعة التقنية في لشبونة لإنجازاته في كرة القدم. في أكتوبر 2010، احتل مورينيو المرتبة التاسعة في قائمة الرجال الأكثر نفوذاً التي نشرتها AskMen.com. في ديسمبر 2011، حصل على لقب «نجم الروك لهذا العام» من قبل مجلة رولينغ ستون الإسبانية. وقع مورينيو لتغطية كأس العالم 2018 كمحلل في شبكة آر تي.
في عام 2019، بدأ استضافة مورينيو على شبكة آر تي بعنوان على خط التماس مع جوزيه مورينيو، حيث قام بتغطية دوري أبطال أوروبا 2019.
في أغسطس 2019، انضم مورينيو إلى محطة سكاي سبورت البريطانية كمحلل في تغطية الدوري الإنجليزي الممتاز.

## الإحصائيات التدريبية
آخر تحديث 16 يناير 2024.
| الفريق          | من             | إلى            | السجل | السجل | السجل | السجل | السجل  | مراجع                   |
| الفريق          | من             | إلى            | لعب   | ف     | ت     | خ     | فوز %  |                         |
| --------------- | -------------- | -------------- | ----- | ----- | ----- | ----- | ------ | ----------------------- |
| بنفيكا          | 20 سبتمبر 2000 | 5 ديسمبر 2000  | 11    | 6     | 3     | 2     | 054٫5  | [ 207 ] [ 208 ] [ 209 ] |
| أونياو ليريا    | يوليو 2001     | 23 يناير 2002  | 20    | 9     | 7     | 4     | 045٫0  | [ 210 ] [ 211 ] [ 212 ] |
| بورتو           | 23 يناير 2002  | 2 يونيو 2004   | 127   | 91    | 21    | 15    | 071٫7  | [ 142 ] [ 213 ] [ 214 ] |
| تشيلسي          | 2 يونيو 2004   | 20 سبتمبر 2007 | 185   | 124   | 40    | 21    | 067٫0  | [ 215 ]                 |
| إنتر ميلان      | 2 يونيو 2008   | 28 مايو 2010   | 108   | 67    | 26    | 15    | 062٫0  | [ 148 ] [ 216 ]         |
| ريال مدريد      | 31 مايو 2010   | 1 يونيو 2013   | 178   | 128   | 28    | 22    | 071٫9  | [ 148 ] [ 217 ] [ 218 ] |
| تشيلسي          | 3 يونيو 2013   | 17 ديسمبر 2015 | 136   | 80    | 29    | 27    | 058٫8  | [ 148 ]                 |
| مانشستر يونايتد | 27 مايو 2016   | 18 ديسمبر 2018 | error | 84    | 32    | 28    | 056٫8  | [ 148 ]                 |
| توتنهام هوتسبير | 20 نوفمبر 2019 | 19 أبريل 2021  | 86    | 44    | 19    | 23    | 051٫16 | [ 219 ]                 |
| روما            | 1 يوليو 2021   | 16 يناير 2024  | 138   | 68    | 31    | 39    | 049٫28 |                         |
| المجموع         | المجموع        | المجموع        | 995   | 633   | 204   | 158   | 063٫62 |                         |

## الإنجازات

### كمدرب
بورتو
- الدوري البرتغالي (2): 2002–03، 2003–04
- كأس البرتغال (1): 2002–03
- كأس السوبر البرتغالي (1): 2003
- كأس الاتحاد الأوروبي (1): 2002–03
- دوري أبطال أوروبا (1): 2003–04

تشيلسي

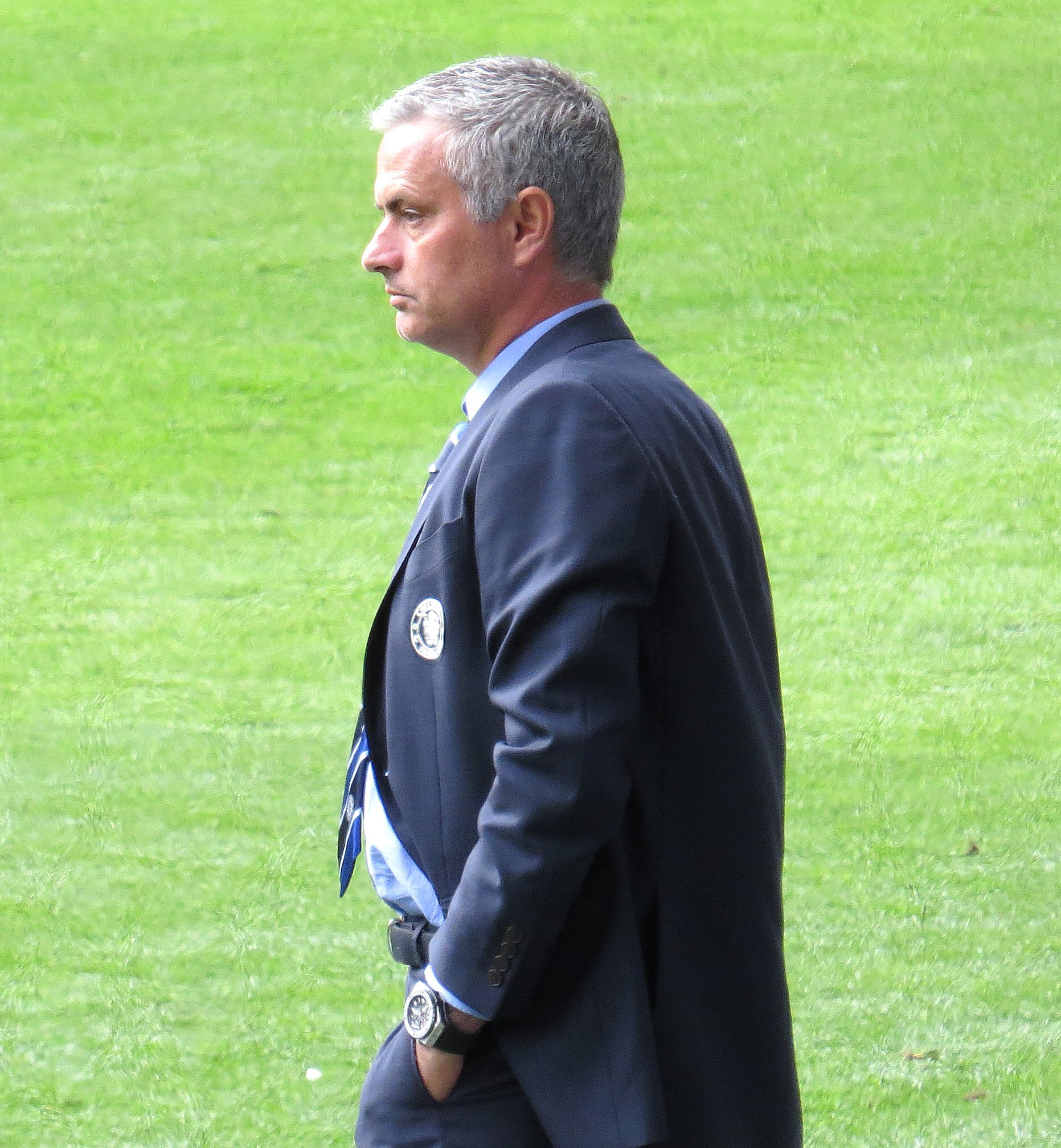
مورينيو على خط التماس ضد ليستر سيتي في أغسطس 2014

- الدوري الإنجليزي الممتاز (3): 2004–05، 2005–06، 2014–15[221]
- كأس الاتحاد الإنجليزي (1): 2006–07
- كأس رابطة الأندية الإنجليزية المحترفة (3): 2004–05، 2006–07،[220] 2014–15
- درع الاتحاد الإنجليزي (1): 2005

إنتر ميلان
- الدوري الإيطالي (2): 2008–09، 2009–10
- كأس إيطاليا (1): 2009–10
- كأس السوبر الإيطالي (1): 2008
- دوري أبطال أوروبا (1): 2009–10

ريال مدريد
- الدوري الإسباني (1): 2011–12
- كأس ملك إسبانيا (1): 2010–11
- كأس السوبر الإسباني (1): 2012

مانشستر يونايتد
- درع الاتحاد الإنجليزي (1): 2016
- كأس رابطة الأندية الإنجليزية المحترفة (1): 2017
- الدوري الأوروبي (1): 2016–17

روما
- دوري المؤتمر الأوروبي (1): 2021–22

### الفردية
- جائزة أونز الذهبية (1):[222] 2005
- جائزة أفضل مدرب في العالم (1): 2010[9]
- جائزة أفضل مدرب في العالم من الاتحاد الدولي للتاريخ والإحصاءات (4): 2004،[223] 2005،[223] 2010،[223][223] 2012
- مدرب الموسم في الدوري الإنجليزي الممتاز (3): 2004–05،[224] 2005–06،[224] 2014–15[224]
- مدرب الشهر في الدوري الإنجليزي الممتاز (3): نوفمبر 2004،[224] يناير 2005،[224] مارس 2007[224]
- مدرب الموسم في الدوري الإيطالي (2): 2008–09،[225] 2009–10[226]
- المقعد الذهبي (1): 2009–10[227]
- جائزة ميغيل مونيوز (2): 2010–11،[228] 2011–12[229]
- جائزة أفضل مدرب في أوروبا (2): 2002–03،[230] 2003–04[230]
- جائزة اليويفا لأفضل فريق (3): 2003،[231] 2004،[231] 2005،[231] 2010[231]
- أعظم 10 مدربين في عصر الاتحاد الأوروبي[232]
- أفضل مدرب في العام من مجلة ورد سوكر (3): 2004،[233] 2005،[233][233] 2010
- أعظم ثالث مدرب في التاريخ من مجلة وورد سوكر (1): 2013
- مدرب العام في أوروبا – جائزة ألف رامسي (1): 2010
- شخصية بي بي سي الرياضية لجائزة لمدرب العام (1):[234] 2005
- لاغازيتا ديلو سبورت رجل العام (1): 2010
- أفضل مدرب رياضي دولي من نقابة الصحفيين في العالم (1):[235] 2010
- جائزة برستيج فرناندو سورومينهو (1): 2012[236]
- جائزة جلوب سوكر لأفضل مدرب في العام (1):[237] 2012
- جائزة جلوب سوكر لأفضل جاذب لوسائل الإعلام في كرة القدم (1):[238] 2012
- مدرب القرن في البرتغال (1): 2015[239]

### أخرى
- وسام الأمير هنري الضابط الأكبر[240]
- دكتوراه فخرية – لإنجازاته في كرة القدم من جامعة لشبونة التقنية[241]

### الأرقام القياسية
موسوعة غينيس للأرقام القياسية
- صاحب الرقم القياسي السابق لأكثر عدد من النقاط التي حققها في موسم واحد من الدوري الإنجليزي الممتاز (95 نقطة)[A][242]
- أصغر مدرب يصل إلى 100 مباراة في دوري أبطال أوروبا (49 سنة و12 يوم)[242]
- أطول فترة عدم خسارة لمدرب في الدوري الإنجليزي الممتاز (77)[242]
- أقل مدرب تلقى عدد من الأهداف في موسم واحد من الدوري الإنجليزي الممتاز (15 هدف)[243]

أخرى
- أطول فترة عدم خسارة لمدرب كرة قدم على أرضه (9 سنوات)[242]

## الملاحظات
1. ↑  تحقق هذا الرقم القياسي في الدوري الإنجليزي الممتاز 2004–05 مع تشيلسي وبقي لمدة 14 عامًا ولكن تم تحطميه من قبل بيب غوارديولا في الدوري الإنجليزي الممتاز 2017–18 مع مانشستر سيتي (100 نقطة).

## وصلات خارجية
- جوزيه مورينيو على موقع قاعدة بيانات كرة القدم.إي يو (الإنجليزية)
- جوزيه مورينيو على موقع Soccerbase.com (مدرب) (الإنجليزية)
- جوزيه مورينيو على موقع Soccerway.com (الإنجليزية)
- جوزيه مورينيو على موقع عالم كرة القدم.نت (الإنجليزية)
- جوزيه مورينيو على موقع IMDb (الإنجليزية)
- جوزيه مورينيو على موقع ألو سيني (الفرنسية)
- جوزيه مورينيو على موقع إن إن دي بي (الإنجليزية)
- جوزيه مورينيو على موقع ديسكوغز (الإنجليزية)
- جوزيه مورينيو على موقع قاعدة بيانات الفيلم (الإنجليزية)